# Крайний Север (павильон)
«Кра́йний Се́вер» — выставочный павильон XVI Всероссийской промышленной и художественной выставки, прошедшей в Нижнем Новгороде в 1896 году. Построенный для размещения экспозиции специального XX отдела, павильон служил средством популяризации строительства Вологодско-Архангельской железной дороги и промышленного освоения земель русского Крайнего Севера. Идею организации XX отдела выдвинул предприниматель и меценат Савва Мамонтов, заручившийся поддержкой министра финансов Сергея Ви́тте.
В 1894 году Мамонтов и Витте посетили Крайний Север в составе специальной комиссии. В ходе поездки у предпринимателя возникла идея поручить художественное оформление павильона художнику Константину Коровину. В рамках подготовки к выставке Коровин совместно с живописцами Валентином Серовым, Николаем Праховым и Николаем Досекиным совершил две экспедиции на Север в 1894—1895 годах. Художники привезли из поездок множество пейзажных этюдов, занявших чрезвычайно важное место в искусстве тех лет.
Архитектурный проект павильона первоначально готовил Лев Кекушев, но заказчик Савва Мамонтов отверг его вариант, отдав предпочтение проекту Константина Коровина, который представил уникальное для своего времени решение, кардинально отличавшее постройку от других зданий выставки. Новизна облика павильона строилась на том, что он не имел прямых аналогов в архитектуре прошлого, и это шло вразрез с практикой формообразования конца XIX века, когда ещё доминировала эклектика. По свидетельствам современников и мнениям исследователей, павильон должен был воспроизводить впечатление от домов рыболовецких факторий на Мурманском побережье. «Крайний Север» стал одной из самых ранних построек в архитектуре русского модерна в целом и первой работой, с которой началось его рационалистическое направление.
Помимо архитектуры павильона, новшеством Константина Коровина стал подход к созданию экспозиции и последовательного впечатления от ознакомления с XX отделом. Впервые в истории выставочная экспозиция строилась на сочетании предметных экспонатов, фотографических работ и монументально-декоративных панно. Для оформления павильона Константин Коровин специально написал цикл из десяти панно, которые в настоящее время хранятся в Государственной Третьяковской галерее. В создании полотен принимали участие художники Николай Досекин и Сергей Малютин. Панно являлись практически документальными свидетельствами, изображавшими северный край с этнографической, географической и бытовой сторон, показывавшими реальную жизнь, «рабочий» Север. Демократическая эстетика в цикле соединилась с энтузиазмом Коровина в художественном открытии ранее неизведанного края, стремлением художника поэтизировать обыденное, что предопределило особый пафос образов.
Павильон вызвал большой интерес у публики и художественной общественности, его называли одним из самых удачных на Всероссийской выставке. За его оформление Константин Коровин был награждён золотой медалью. Признание успехов в Нижнем Новгороде привело к тому, что живописцу совместно с Александром Головиным было поручено возглавлять художественный отдел на Всемирной выставке 1900 года в Париже. Архитектура, оформление и монументально-декоративные панно «Крайнего Севера» оказали заметное влияние на развитие русской культуры рубежа XIX—XX веков.

## Предыстория

### Абрамцевский кружок

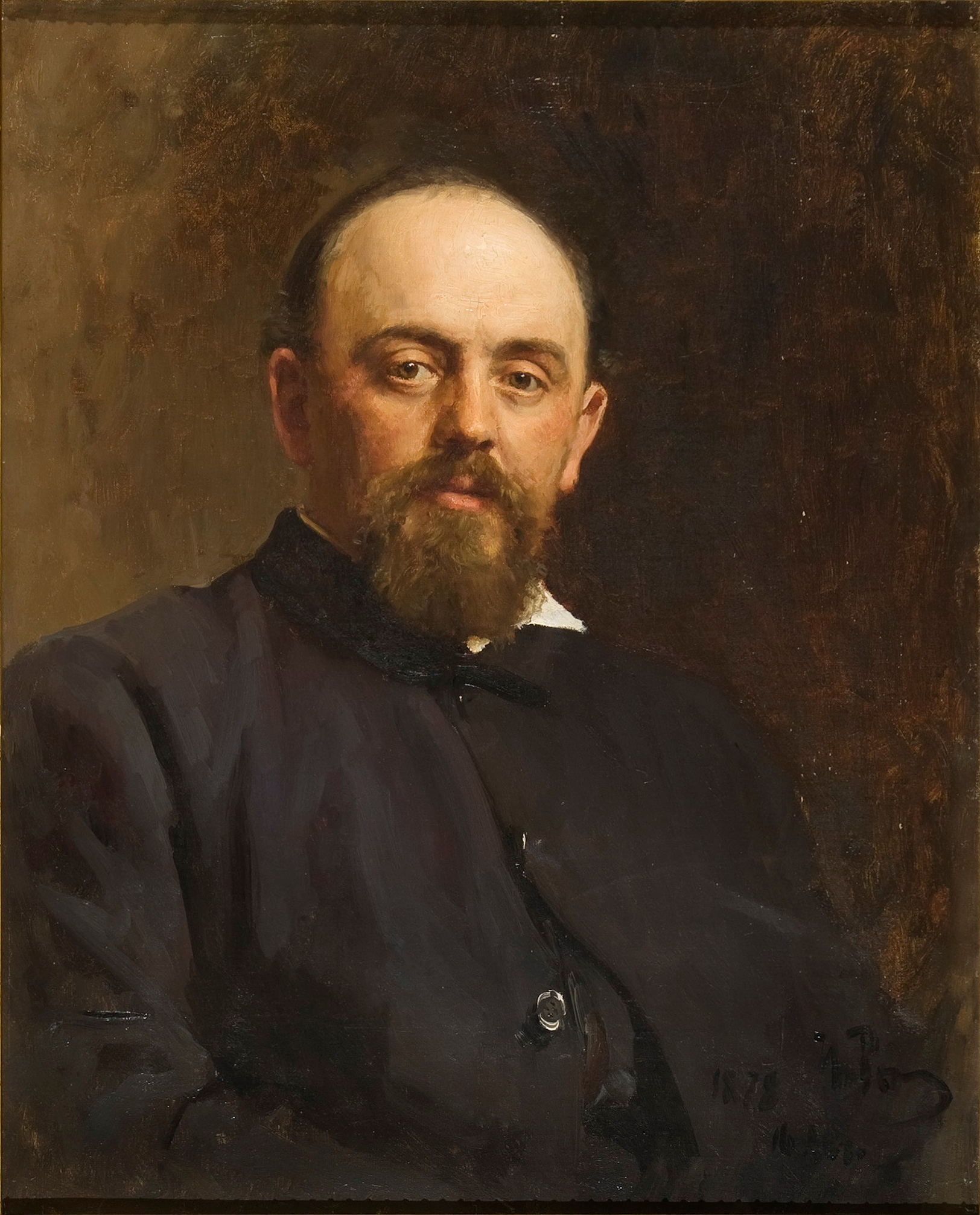
Илья Репин. Портрет железнодорожного магната и мецената искусств Саввы Ивановича Мамонтова. 1878. Абрамцево

Возникновение павильона «Крайний Север» было напрямую связано с деятельностью предпринимателя и мецената Саввы Мамонтова, роль которого в русском искусстве ёмко охарактеризовал Виктор Васнецов: «Мало о нём сказать, что он любил искусство — он им жил и дышал, как и мы, художники. Без художества и его творящей жизнь красоты он и дня не прожил бы — это была и его, и наша стихия». Художник сравнивал Мамонтова с Медичи, папой Юлием II и всеми подобными «творцами художественной среды» у других народов. В имении Мамонтова под Москвой — селе Абрамцево — сложилось содружество художников, известное как Абрамцевский (Мамонтовский) кружок. В него входили Виктор Васнецов, Василий Поленов, Елена Поленова, Адриан Прахов, Константин Коровин, Илья Репин, Павел Самарин и другие участники художественной сферы. В архитектурных, декоративно-прикладных, театральных и живописных произведениях представителей кружка зародились основы искусства русского модерна, развивавшегося с 1881—1882 годов.
Тенденции к сложению русского модерна, которые условно называют «протомодерном», проявились на рубеже 1870—1880-х годов. Представители данного направления ставили перед собой целью преобразование жизни посредством искусства, тяготели к национально-романтическому (русской древности, фольклору) и повышенной экспрессивности. С целью преодоления замкнутости профессий они стремились к некому совокупному произведению разных видов искусств — гезамткунстверку. Многие живописцы модерна сознательно начинали работать в таких видах искусства, как архитектура и сценография. Василий Поленов и Виктор Васнецов первыми заинтересовались способом изображения архитектуры в русской иконописи, переключив фокус внимания с натуры на её восприятие и обобщённую трактовку, на создание архитектурного образа посредством видения художника. Живописцы стали первооткрывателями неорусского стиля — ранней стадии модерна. Абрамцевский кружок в 1880—1890-е годы подпитывал развитие данного направления экспериментами в архитектуре и сценографии, в том числе в многочисленных работах Виктора Васнецова, Михаила Врубеля и Константина Коровина.
Известно, что Константин Коровин имел небольшой опыт обучения архитектурному проектированию, так как первоначально поступал в Московское училище живописи, ваяния и зодчества на архитектурное отделение. В 1893 году, когда Василий Поленов решил организовать передвижные исторические выставки для деревни, Коровин энергично помогал в этом начинании и добивался введения и другого раздела. В журнале «Искусство и художественная промышленность» сообщалось: «…при выставке, в виде опыта, предполагается устроить отдел художественной индустрии, архитектурных проектов, имеющих чисто художественный интерес, помимо своей специальности». В 1905 году живописец создал проекты собственного дома в Охотино и дачи Фёдора Шаляпина в Ратухино. Однако наиболее полно Константин Коровин проявил себя в выставочном жанре архитектуры.

### Начало освоения Крайнего Севера
Северные территории Российской империи столетиями являлись практически неисследованным и не освоенным краем, невзирая на то, что их понемногу обживали с XV столетия ученики Сергия Радонежского, основывавшие монастыри и занимавшиеся миссионерской деятельностью среди местного населения. Только во второй половине XIX столетия возник интерес к данным территориям, в частности благодаря открытым здесь уникальным памятникам народной культуры, в большей степени в области фольклористики. С целью сбора и фиксации сказок, былин и пословиц начались регулярные экспедиции в Заонежье, к берегам Печоры и Белого моря.
Особую притягательность имели природные богатства Севера, коммерческий интерес к которым первым проявил предприниматель, основатель Московского купеческого общества, славянофил и публицист Фёдор Чижов. Первоначально задумав построить железнодорожную ветку от Вологды до Архангельска, позже он основал Архангельско-Мурманское срочное пароходство по Белому морю и Северному Ледовитому океану с целью развития местных рыбных и звериных промыслов. «Мне уже рисуется, как мы оживим наш Север, заведем там города на берегах Ледовитого океана, прочистим Северную Двину, будем туда возить хлеб с Волги, а оттуда привозить дешёвую рыбную пищу», — писал предприниматель. В 1876 году он впервые посетил Север с ознакомительной поездкой, куда отправился в сопровождении Алексея Поленова, старшего брата знаменитого художника.
В 1877 году Фёдор Чижов умер, и за материализацию его замыслов взялся компаньон-единомышленник Савва Мамонтов, в молодом возрасте возглавивший Общество Московско-Ярославской железной дороги. Он начал претворение своих планов в жизнь с того, что в 1894 году подал министру финансов Российской империи Сергею Ви́тте докладную записку, описывающую изобилие Русского Севера природными богатствами, предлагая провести через непроходимые болота и леса железнодорожную ветку от Вологды до Архангельска.

### Северная экспедиция Витте и Мамонтова

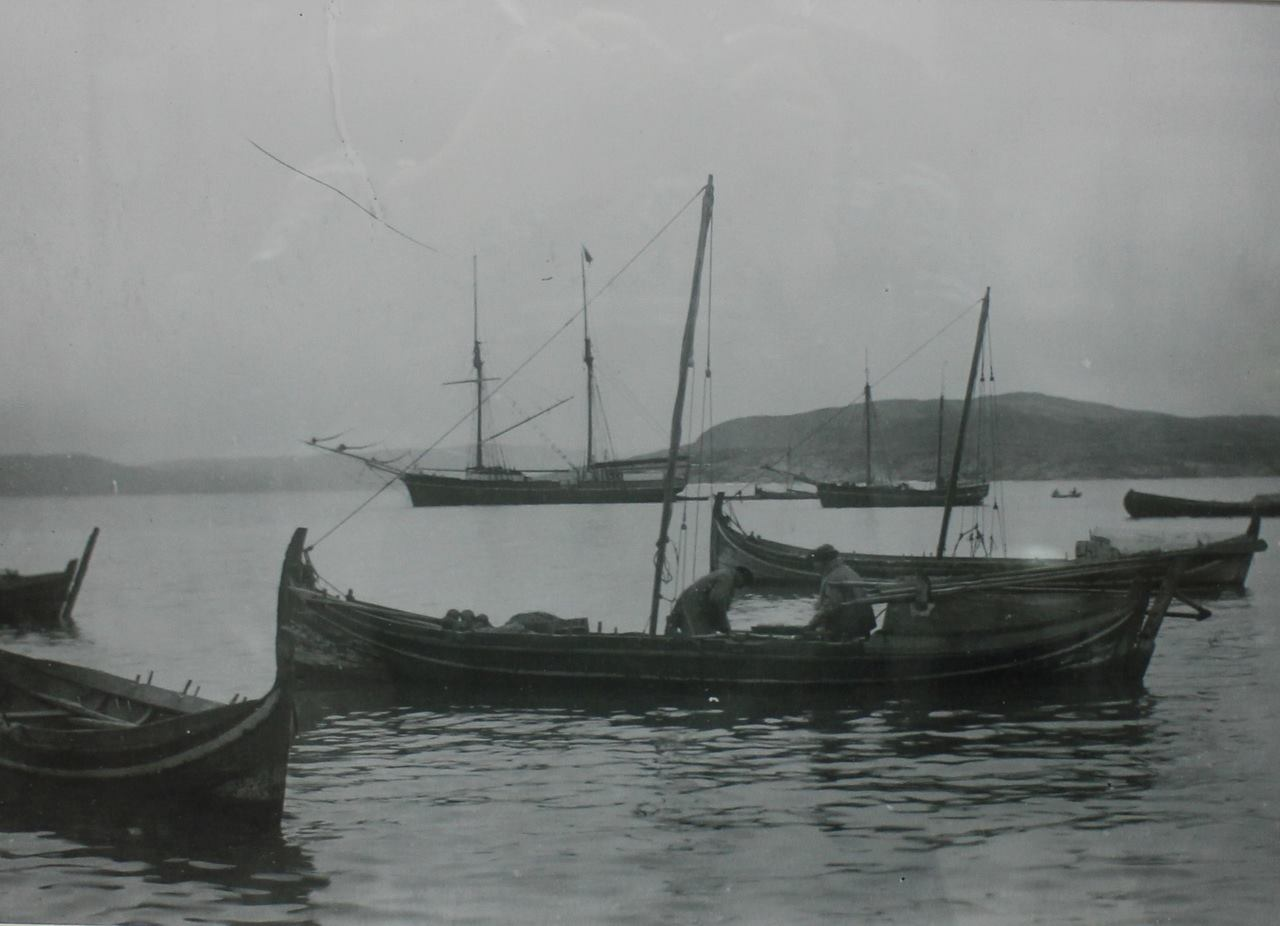
Ёла. Мурманский берег. 1895. Фотография Константина Коровина

В 1894 году Сергей Витте рассмотрел предложение Саввы Мамонтова и решил самостоятельно осмотреть северные территории в составе специальной комиссии. Отправиться в поездку на Север его подтолкнуло и желание убедить императора Александра III вкладывать финансовые средства в развитие северных портов взамен балтийских. Министр считал, что необходимость развития Мурманска и Архангельска была обусловлена возможной блокадой морских путей в случае войны. Вопрос обустройства военно-морской базы в Либаве на Балтике или же удалённого от германской границы Мурманска соответствовал различным взглядам на внешнеполитическую ориентацию страны: за развитие Либавского порта выступали противники Витте — начальник генерального штаба Николай Обручев и управляющий морским министерством Николай Чихачёв; инициативу министра финансов поддерживали нижегородский губернатор Николай Баранов и потенциальные подрядчики, в частности предприниматель Савва Мамонтов.
Во время подготовки к поездке Сергей Витте пригласил Савву Мамонтова в числе небольшой группы людей совершить путешествие на Север: сначала по Северной Двине до города Архангельска, а затем до неизведанного ещё края — Мурмана. Оценив потенциальную выгоду от путешествия, Мамонтов принял предложение министра финансов. В экспедиции министр и предприниматель произвели друг на друга положительное впечатление. Мамонтов написал письмо жене Елизавете, в котором дал высокую оценку личным качествам Витте. Последний, в свою очередь, дал разрешение Мамонтову на постройку железной дороги от Ярославля до Вологды и Архангельска. В тот период министр был сторонником того, чтобы железные дороги строились частными предприятиями. Мамонтов придерживался той же точки зрения, считая, что государственные дороги разъедала казённая рутина и коррупция.
Величественная и суровая природа, аскетический образ жизни монахов и деревянные церкви Русского Севера произвели большое впечатление на Савву Мамонтова. Ещё в экспедиции у него возникла идея отправить в путешествие по Северу Константина Коровина. В письме жене он писал: «Будь, например, Коровин, работящий человек, он бы в одну летнюю поездку сделался бы знаменитостью, он плакал бы от восторга, смотря на эти чудесные тона, на этих берендеев. Какая страшная ошибка искать французских тонов, когда здесь такая прелесть». По возвращении из поездки предприниматель загорелся идеей строительства железной дороги, сразу отправившись в Вологду, где должен был начаться новый путь. Вернувшись в Москву, он окончательно решил послать в экспедицию Константина Коровина, поскольку хотел украсить новые вокзалы картинами на тему Севера.

### Северная экспедиция Коровина и Серова

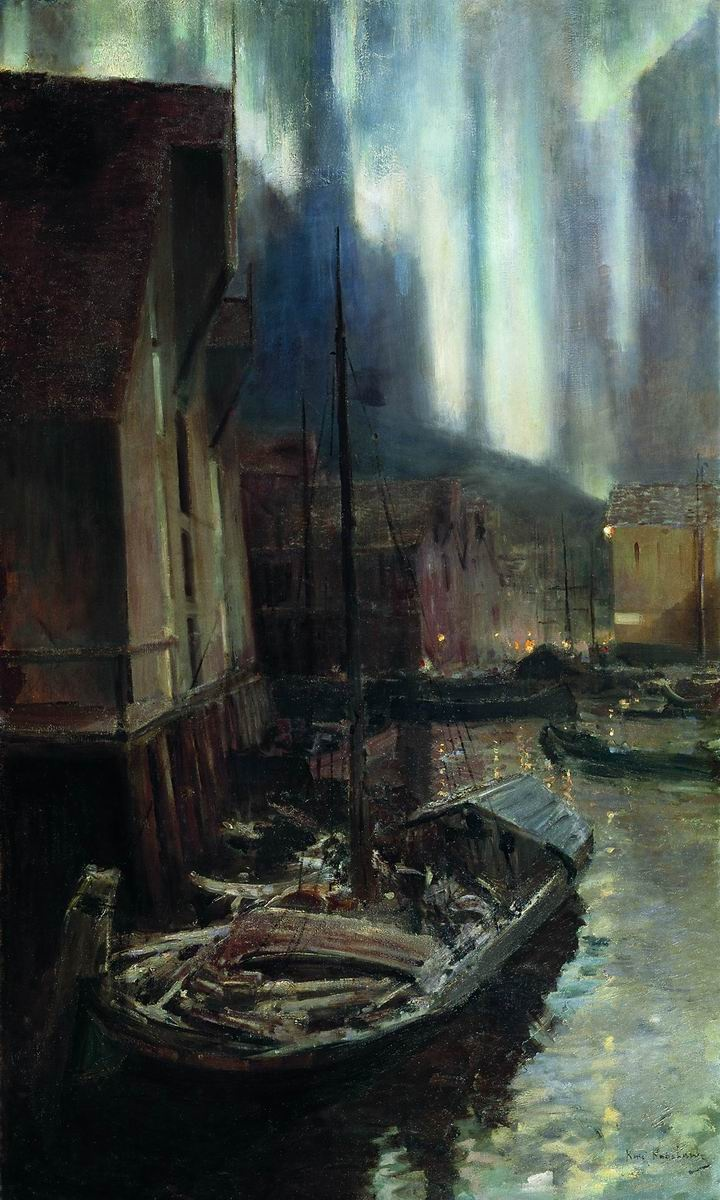
Константин Коровин. Геммерфест. Северное сияние. 1894—1895. ГТГ, Москва

1892—1893 годы Константин Коровин провёл во Франции, откуда вернулся в Россию уже известным художником, экспонентом выставки Парижского салона. Творческие поиски Коровина в тот период были направлены в сторону нового европейского искусства — импрессионизма, в сторону поиска нетривиальной красоты и правдивости образа. Соскучившись по России, художник написал небольшой пейзаж «Зимой» (1894, ГТГ), проникнутый образами русской природы. Новаторское значение воплощённых в картине художественных идей оказало влияние на «Март» Исаака Левитана и крестьянские пейзажи Валентина Серова. Эти идеи получили развитие в последующих работах Коровина.
Савва Морозов посчитал, что посылать Коровина в экспедицию в одиночестве было плохой затеей, так как характер художника отличался отсутствием самодисциплины. Было решено отправить с ним Валентина Серова, который мог заставить Коровина систематически работать. Во время дружеской встречи с художниками Мамонтов внезапно перешёл от обсуждения «Ковра-самолёта» Виктора Васнецова к намерениям устройства павильона Крайнего Севера на предстоявшей нижегородской выставке. Предприниматель объяснил Коровину, что хочет предложить ему выполнить проект оформления павильона, реализацию которого он уже обсуждал с поддержавшим данную затею Сергеем Витте.
Летом 1894 года Коровин и Серов совершили поездку на Крайний Север, в Архангельск, на Белое море. Маршрут повторял недавнюю экспедицию Витте и Мамонтова: Ярославль — Вологда — Архангельск — Мурман — Норд Кап — Трондгейм — Стокгольм — реки Сухона и Северная Двина. Однако Соловецкие острова, входившие в маршрут экспедиции Мамонтова, художники не посетили по причине крайне холодной осени и возвратились в Москву в конце сентября, привезя из поездки множество этюдов, свезённых в дом Мамонтова для обозрения всех желающих. Работы имели большой успех и в конце года были показаны на Периодической выставке в Москве.
Экспедиция оказала большое влияние на творчество Коровина. В характере северной природы, с её лаконизмом и скупым колоритом, он увидел воплощение образов, к которым тяготел ещё с 1880-х и до начала 1890-х годов. Примечательными произведениями северного цикла стали этюд «Зима в Лапландии» и пейзаж «Ручей св. Трифона»; центральной работой — картина «Геммерфест. Северное сияние». Образный строй и характер данных работ — драматизм, лаконизм выражения, внутренняя наполненность при предельном аскетизме — выразили витавшие в воздухе художественные идеи, к которым стремились многие художники, тяготело всё русское реалистическое искусство. По этой причине северные пейзажи Коровина заняли чрезвычайно важное место в искусстве тех лет, с них началось увлечение художников Севером.
Сопровождавший экспедицию Витте журналист Евгений Кочетов в 1895 году издал книгу «По Студёному морю. Поездка на Север», в которой впервые воспроизвёл 30 северных этюдов Коровина и Серова. В том же году Коровин вновь посетил Север по аналогичному маршруту, но в этот раз с художниками Николаем Праховым и Николаем Досекиным.

## Проектирование павильона

### Проект Кекушева
В 1894 году Савва Мамонтов поручил проектирование архитектурного комплекса Вологодско-Архангельской линии железной дороги архитекторам Льву Кекушеву и Иллариону Иванову-Шицу. Комплекс станций должен был сформировать не только новую систему расселения на ранее не освоенных территориях, но и новый образ возрождённого Севера, основанный на впечатлениях заказчика от экспедиции с Витте. Архитекторы, разрабатывая образ «Русской Норвегии» среди северных лесов и болот, создали единый ансамбль застройки на основе типовых проектов, в которых впервые проявились черты нового стиля модерн в творчестве Льва Кекушева.
Поскольку павильон «Крайний Север», несмотря на его топографическое название, предполагалось возвести Обществом Московско-Ярославско-Архангельской железной дороги для привлечения внимания общественности к строительству новой железнодорожной линии от Вологды до Архангельска, первый проект здания также поручили выполнить Льву Кекушеву, который должен был тем самым рекламировать и железную дорогу на предстоявшей выставке. Архитектор создал проект в «норвежском стиле», выбрав для него образ высоких крутых скатных ярусных крыш, поддерживаемых кронштейнами и создающих декоративные галереи под свесами. Норвежское направление в проекте подчёркивалось имитацией каркасной конструкции на фасадах с деревянной вертикальной обшивкой. В галереях и оформлении входа были заметны отсылки к деревянным крепостям Севера.
При внешней живописности проекта в его основу было положено чрезвычайно простое и логичное объёмно-пространственное решение: прямоугольный объём с одним залом, окружённый большой галереей-террасой на поддерживающих столбах. Асимметричность постройке придавали диагонально расположенные крыльца и ризалиты входных групп, перекрытые крышами на разных уровнях. Формообразующим принципом проекта стало функциональное назначение павильона, требовавшее больших нерасчленённых поверхностей для демонстрации экспонатов и отсутствия окон, что привело к новаторскому элементу — остеклённой крыше.
Образ постройки в проекте складывался на основе стилизованных элементов, отсылавших к современной ему архитектуре национального романтизма Финляндии и Норвегии, но, тем не менее, не смог передать суровый образ Севера, для воплощения которого требовалось знание натуры. Поскольку Кекушев не посещал Север, его профессиональные навыки заставляли следовать известным правилам и законам архитектуры — на первый план в проекте вышли материальные формообразующие факторы, а не эмоционально-психологическое восприятие, необходимое для создания цельного образа. Вследствие этого предложенное Кекушевым решение было отвергнуто заказчиком. Мамонтов в тот период уже пошёл дальше по пути образной стилизации в архитектуре. Творческие поиски, проходившие в Абрамцевском кружке, задали совершенно новую линию проектирования — эмоционально-образного восприятия зодчества (постройки в Абрамцево по проектам Виктора Васнецова). Именно такое решение требовалось для павильона от заказчика, поэтому новый проект был поручен Константину Коровину.
Проект павильона Льва Кекушева в количестве трёх чертежей был опубликован в № 13—14 журнала «Строитель» за 1896 год.

### Проект Коровина
Коровин проектировал павильон, основываясь на своих впечатлениях от северной экспедиции. В фондах Ростовского областного музея изобразительных искусств сохранились два графических листа художника, условно названные как «Павильон» и «Проект павильона». Изображённые на листах постройки не могут быть отнесены ни к архитектурным фантазиям, ни к фиксации существовавших памятников и имеют отчётливое сходство с павильоном Крайнего Севера: листы изображают этапы формирования архитектурного замысла художника.
На первом листе представлено деревянное симметричное здание из нескольких объёмов, перекрытых двускатными крышами белого цвета. Схематичный характер изображения не раскрывал конструкцию постройки. Нижний ярус был отмечен галереей на столбах, с пятнами красного цвета. По центру помещён портал в серо-синем цвете, у основания столбов — резной парапет. Центральный объём завершался двумя расположенными друг за другом щипцами («самцами»), завершёнными «бочками»; в нижнем располагалось полуциркульное окно, выкрашенное золотой краской. На коньках крыш размещались скульптурные изображения рыб.
Проект, представленный на втором листе, имел ярко выраженную динамичную композицию, выстроенную асимметрично. Основной её объём покоился на белом ступенчатом подиуме. Вытянутую по диагонали центральную часть покрывала крыша белого цвета. Справа к центральной примыкала повышенная часть, завершённая «самцовой» крышей на восемь скатов. Фронтально изображённый «самец» был выкрашен в изумрудно-синий цвет, по его центру помещалось изображение герба Российской империи, а причелины покрашены серебряной краской. Скат крыши основного объёма был более чем наполовину остеклён. На коньках снова помещались силуэты рыб, как и в первом эскизе.
Мотив стилизованных рыб, присутствовавший в обоих случаях, показывает, что листы представляли собой два этапа проектирования павильона. В первом варианте архитектурные формы постройки характеризовались сложной компоновкой, дробной детализацией и замысловатым взаимным расположением. Во втором варианте, напротив, Коровин тяготел к большему лаконизму, ясности композиции из геометризированных форм, которые приобрели лапидарную чёткость. Тем не менее, выстроенное в итоге здание имело ещё более лаконичное построение, чем представленное на втором эскизе, хотя в нём сохранилось контрастное сопряжение объёмов, заложенное ещё в наброске.
Сохранился ещё один эскиз, наиболее приближенный к окончательному варианту павильона. Графический лист в 2007 году поступил в раздел русского рисунка второй половины XIX — начала XX века Государственного музея изобразительных искусств имени А. С. Пушкина. В данном варианте проекта особенно ярко проявился опыт Константина Коровина в театрально-декорационной деятельности: образ постройки строился не на архитектурных, а на театрально-декорационных принципах. Сам эскиз павильона относят к важнейшим произведениям архитектурной графики неорусского стиля.

## Архитектура павильона
Выставочная архитектура к концу XIX столетия уже представляла собой достаточно оригинальный «жанр» строительства, в котором наиболее ярко демонстрировались научно-технические достижения, возможности новых строительных материалов — металлических конструкций. Первым новаторским зданием являлся знаменитый Хрустальный дворец первой Всемирной выставки в Лондоне 1851 года (архитектор Джозеф Пакстон), важными вехами — Эйфелева башня (инженер Гюстав Эйфель) и Галерея машин (архитектор Фердинанд Дютер) на Всемирной выставке в Париже 1889 года. В большинстве же павильоны выставок представляли собой традиционные магазины или склады товаров, перегруженные декоративными деталями и наполненные рекламой. Страны-участницы выставок старались превзойти друг друга в затейливости декоративного оформления и сложности архитектурных форм. В России в 1870—1880-е годы сложился своеобразный подход к строительству выставочных павильонов, связанный с распространением демократического варианта русского стиля, наиболее яркими представителями которого являлись Виктор Гартман и Иван Ропет, выдвинувшие идею возведения «ярмарочных балаганов» — временных построек, рассчитанных на широкие социальные слои общества. В выставочных павильонах активно применялись мотивы русской народной деревянной архитектуры с обилием резьбы. Всероссийская выставка 1896 года стала наиболее значительной в стране и отразила разнообразие русской архитектуры своего времени: главные павильоны из металлических конструкций с остеклёнными перекрытиями и избыточным орнаментом, типичным для эклектики конца столетия, соседствовали с «теремками» и большими деревянными павильонами, покрытыми измельчённой резьбой.

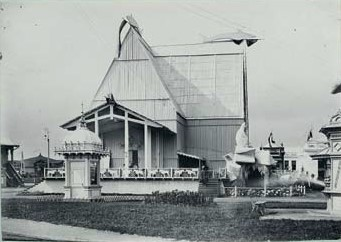
№ 2. Павильон сбоку. Фотография Максима Дмитриева

Главной особенностью павильона «Крайний Север» являлась оригинальность его архитектурного решения, кардинально отличавшая постройку от других зданий выставки. Новизна облика павильона строилась на том, что он не имел прямых аналогов в архитектуре прошлого, даже в деревянном зодчестве Русского Севера, а также привычных декоративных деталей. В конце XIX века в русской архитектуре доминировали принципы формообразования, основанные на нормативных системах пропорций и форм, указанных в многочисленных трактатах. Павильон же демонстрировал новаторский подход к формообразованию, отбрасывавший традиционную архитектурную азбуку: ордерную систему, системы членения фасадов и декорации и так далее. Однако это ещё не был «исключающий» принцип, на котором строился рационализм архитектуры модернизма в XX веке.
Отсутствие в постройке заимствования традиционных для северного зодчества форм объяснялось импрессионистским подходом Коровина к её созданию: художник передавал свои впечатления от знакомства с Севером, поэтому в павильоне могли видеть и отголоски форм ненецкого чума, норвежского «драконьего стиля» с его крутыми крышами, северных торосов, и формы крыши саамской вежи. Построенное из мощных брёвен, привезённых с Севера, сооружение было скромным по оформлению, как снаружи, так и внутри. По свидетельствам современников и мнениям исследователей, павильон должен был воспроизводить впечатление от домов рыболовецких факторий на Мурманском побережье. По словам художника Николая Прахова, за основу был взят деревянный сарай норвежской фактории, с крутой и высокой крышей. Искусствовед Алла Гусарова отмечала родство образного решения здания и деревянной фактории, изображённой на картине «Геммерфест. Северное сияние». Одним из архитектурных объектов, повлиявших на создание образа павильона, называют деревянную церковь Сретения Господня в селе Шалакуша Архангельской области. В ходе северной экспедиции 1894 года Коровин посетил село и оставил отзыв о храме: «Деревянная высокая церковь, замечательная. Много куполов, покрыты дранью, как рыбьей чешуёй. Размеры церкви гениальны. Она — видение красоты. По бокам церковь украшена белым, жёлтым и зелёным, точно кантом. Как она подходит к окружающей природе!..». Позже художник зарисовал церковь в этюде «Село на Севере России».

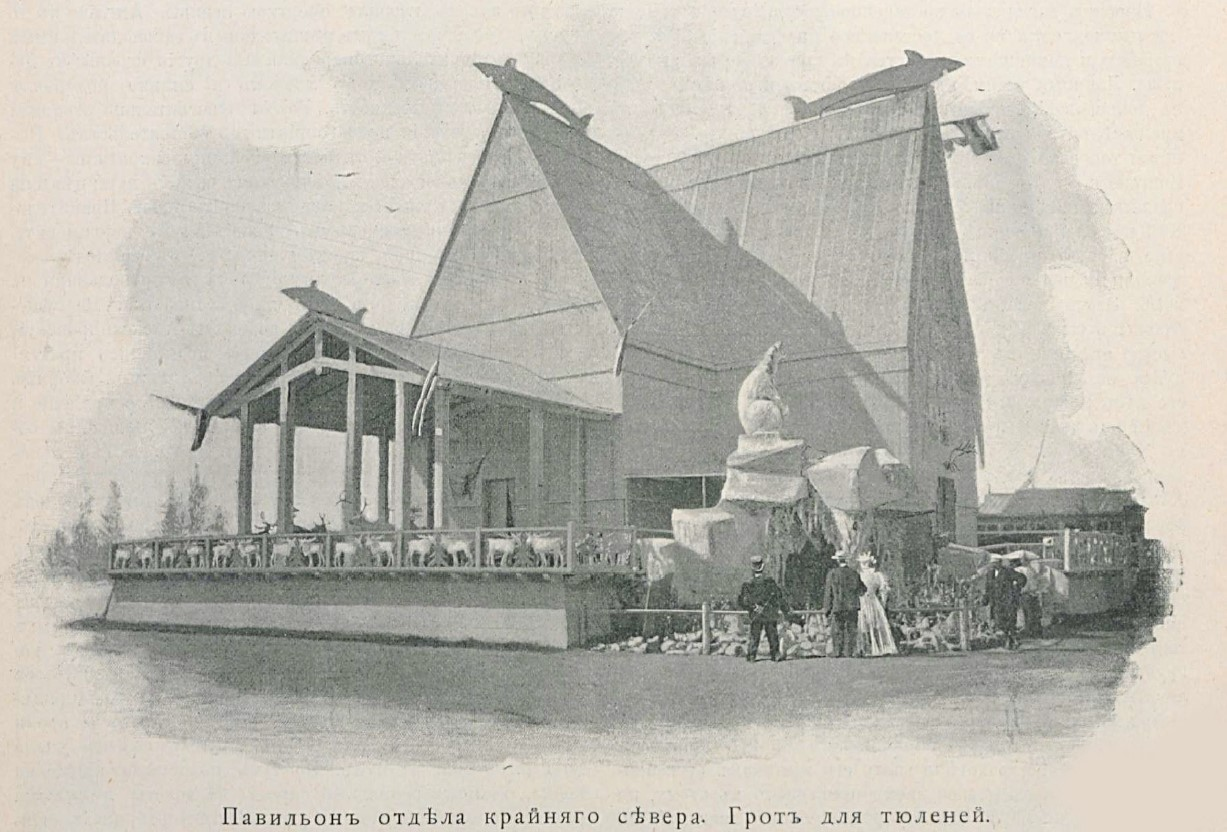
Павильон и грот для тюленя. Автотипия Эдуарда Гоппе с фотографии Якоба Индурского. 1896 год

Нетривиальность павильона Крайнего Севера вызывала неоднозначную реакцию уже в период его возведения. Подрядчик Бабушкин, нанятый Мамонтовом и руководство которым поручили Коровину, жаловался, что строительство приходилось вести непривычным для него способом — все конструкции и детали вырубались топором. Строитель выражал вкусы широких слоёв общества в архитектуре того времени, тяготевшие к богатой орнаментике и показной роскоши. «Сарай и сарай. Дали бы мне, я бы вам павильончик отделал в петушках, потом бы на дачу передали, поставили в Пушкине», — жаловался Бабушкин Мамонтову. Последний отреагировал на жалобу со смехом и согласился, что на фоне «архитектурных нагромождений» выставки павильон действительно можно было принять за сарай, однако угождать дурному вкусу не собирался.
Первопричиной проявления в архитектуре павильона новых принципов формообразования являлось понятие художественного образа, для которого основополагающим фактором являлась «импрессия» — впечатление, а также впервые столь ярко проявившееся тяготение к экспрессионизму, пластике формы, ещё не нашедшее реального воплощения в работах профессиональных архитекторов. Константин Коровин впервые в русской архитектуре применил неизвестный ранее подход к созданию выставочного здания: он создавал не обобщённо русскую или «программно» русскую деревянную постройку, а павильон, в первую очередь отвечавший заявленной теме XX отдела, основанный на совершенно новых образных ассоциациях, отсылавших к суровости Севера, его климатическим условиям и вечным льдам. Целостность образа достигалась через общую композицию, выразительность силуэта, лапидарность форм, тонко подобранную колеровку, застеклённую кровлю. Коровин фактически заимствовал приёмы и формы разных искусств, стремясь к их синтезу. Такой подход к художественному образу, воплотивший основополагающие принципы модерна и являвшийся совершенно неожиданным и радикальным, сближал архитектурное творчество со скульптурой и живописью.
Уникальность архитектуры павильона связывают с тем, что его создателем являлся не профессиональный архитектор, а художник-живописец, при этом имевший опыт в театрально-декорационной деятельности. За пятнадцать лет до появления постройки участники Абрамцевского кружка, художники Василий Васнецов и Василий Поленов, создали столь же уникальное для своего времени сооружение — Спасскую церковь в Абрамцеве. Атмосфера кружка, в который входил и Коровин, в целом способствовала художественным экспериментам, и именно в архитектурных работах художники могли воплотить тягу к пластическому, которой ещё не находили места в полотнах и которую архитекторы освоили значительно позднее.

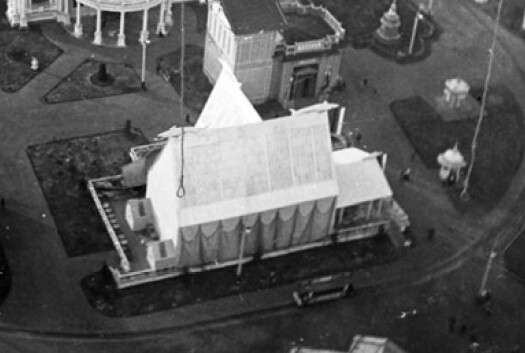
Павильон с высоты птичьего полёта. Фрагмент фотографии 1896 года

В объёмно-пространственном решении павильона Константин Коровин сохранил несколько первоначальных идей, предложенных Львом Кекушевым. Два крупных объёма постройки, предельно лаконичных, угловатых, но одновременно пластически выразительных, пересекались под прямым углом, за счёт чего в плане она имела Т-образную форму. Однако объёмы павильона были сознательно укрупнены, а все мелкие объёмные элементы и их декоративная моделировка удалены. Подчёркнутое упрощение объёмно-пространственного решения позволило придать художественному образу цельность и монументальность, провести параллели с огромными глыбами льда, создать образное и символическое архитектурное решение.
Коровин использовал в архитектуре здания крутые скатные крыши, которые, как и в проекте Льва Кекушева, имели сплошное остекление. Такой новаторский приём позволил отказаться от окон в стенах. Выразительные «самцы» крыш, сильно вытянутые по вертикали, были повёрнуты друг к другу под прямым углом. Историк архитектуры Евгения Кириченко сравнивала щипцовые завершения павильона с волнами Северного моря. С трёх сторон постройку окружала крытая галерея-терраса. Конструкция здания проявлялась как в экстерьере, так и в интерьере: деревянный каркас, обшитый досками, не имел украшений. Особенное значение в оформлении павильона занимала его необычная колеровка: стены были специально выкрашены светло-серой краской, точно передававшей цвет старого дерева, но «постаревшего» именно на Севере. В схожих тонах северные избы и сараи изображал на своих пейзажах художник Абрам Архипов. Подрядчик Бабушкин вспоминал, что краску разводили целый день, и Коровин тщательно следил за покраской павильона, велев работникам переделать окантовку, которую подрядчик решил чуть увеличить самовольно. Точно найденный цвет, составленный из тончайших оттенков светлого серого, сыграл важную роль в завершённости художественного образа здания.
В украшении павильона использовалось минимальное количество декоративных элементов. Привычные для норвежского деревянного зодчества гребни на коньках крыш Коровин заменил на стилизованные фигуры акул из дерева. Из проектов павильона художник сохранил декор причелин, на которых разместил огромные буквы, складывавшиеся в надпись «СЕВЕР», а государственный герб, намеченный в эскизе, дополнил гербами северных губерний. Подиум галереи-террасы украшал резной парапет с фигурами оленей, ненцев и саней. Живописец Сергей Малютин, помогавший оформлять павильон, в своих воспоминаниях утверждал, что самостоятельно разработал рисунок «Олени» для парапета.

## Экспозиция

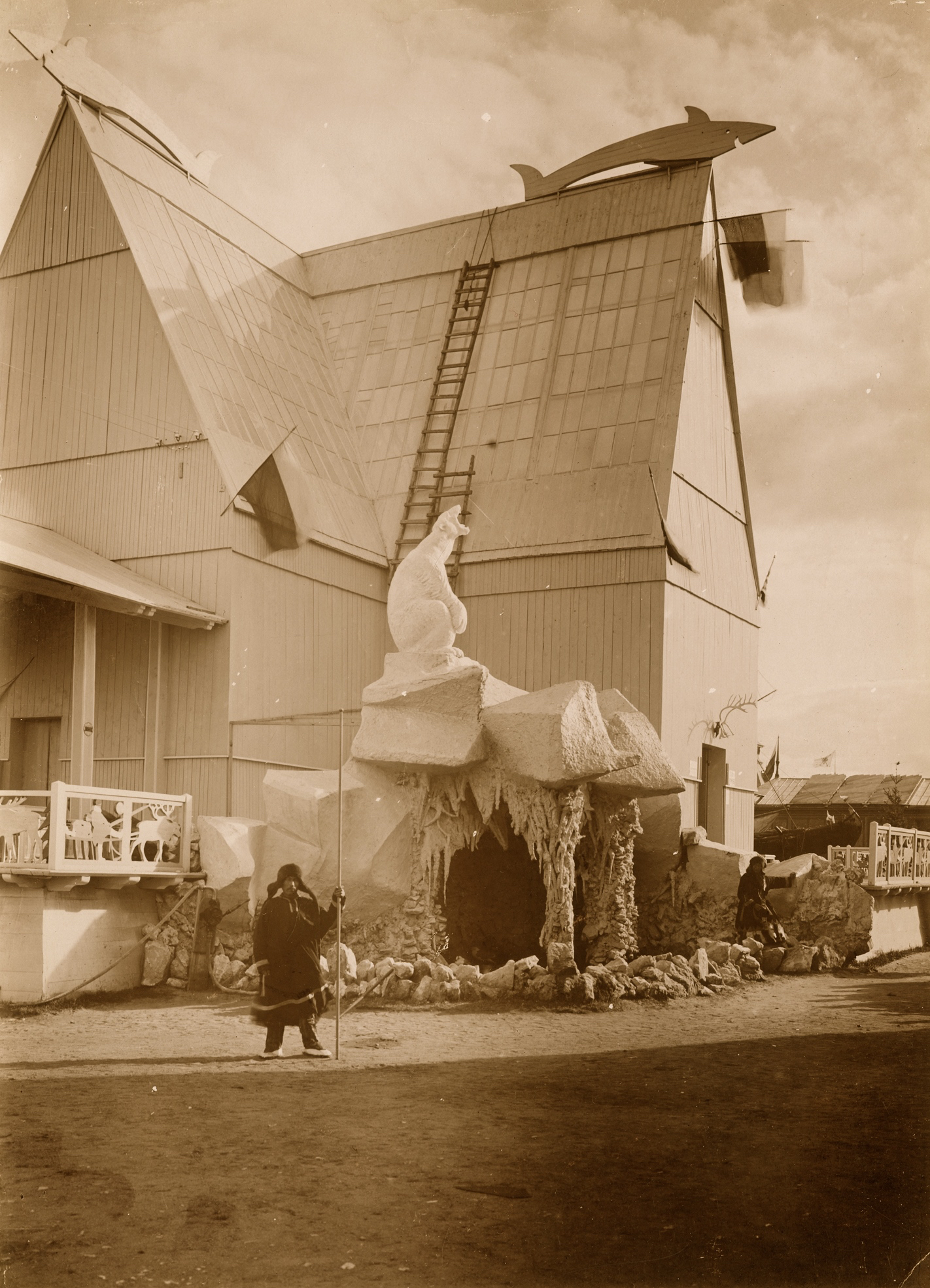
Павильон Крайнего Севера. Фотография Максима Дмитриева. 1896 год

Помимо архитектуры павильона, новшеством Константина Коровина стал подход к созданию экспозиции и последовательного впечатления от ознакомления с XX отделом. Впервые в истории выставочная экспозиция строилась на сочетании предметных экспонатов, фотографических работ и монументально-декоративных панно, расположение которых художник продумал с особой тщательностью. В качестве помощников при оформлении экспозиции были привлечены художники Николай Досекин, Сергей Малютин и Николай Прахов. Опыт работы Коровина в создании театральных декораций сыграл большую роль в том, как экспозиционно был оформлен павильон: суровость здания сочеталась с нарочито художественно-декорационными приёмами. Как сценограф и декоратор он стремился передать в своих работах ощущения реальной среды, передать представление о сущности народного быта, о природе и её масштабах. Так художник поступил и при оформлении павильона, стараясь выстроить всё убранство на основах жизненной достоверности.
Коровин вспоминал, что старался приблизить облик постройки к поморской промысловой избе:
Стараюсь сделать в павильоне то впечатление, то чувство, которое я испытал там, на Севере. Вешаю необделанные меха белых медведей, ставлю грубые бочки с рыбой, кожи тюленей, шерстяные рубашки помор, морские канаты, якоря, яруса, снасти, крючки, челюсти кита, длинные шкуры чудовищ белух. Думаю, как бы передать этот особенный запах океана и скал. Из бочек вынимают мох, который я привёз с собой, и кладут его под пол павильона.Константин Коровин, «Павильон Крайнего Севера», 1933
Стены павильона снаружи были увешаны рыболовными сетями. Минималистичный экстерьер дополняла небольшая композиция бутафорского, искусно подражавшего северным торосам, ледяного грота из алебастра, созданная для размещения резервуара с живым тюленем, привезённым с Севера. Сверху грот украшала статуя громадного белого медведя, стоявшего на задних лапах и, свирепо оскалив зубы, готового нанести удар передними. У подножия грота располагался бассейн с устроенным в нём фонтаном. 

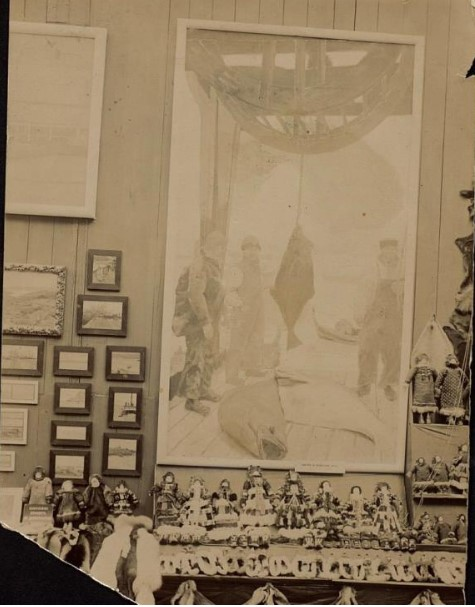
Часть экспозиции. Фотография 1896 года

Внутри павильона и на террасе выставлялись лодки, промысловые суда и санки ненцев. С одной стороны террасы стояла большая шнека — судно, на котором промышленники выходили в море для ловли рыбы, со всеми снастями. По внешнему виду судна можно было предположить, что использовалось оно неоднократно. С другой стороны террасы располагались ненецкие и саамские сани, чучела моржей и оленей в упряжи, а также кадушки, приборы для солки рыбы и громадные баки, в которых, герметично закупоренная, развозилась треска.
При входе в павильон посетители попадали в маленькую комнату-сени, посвящённую экспонатам Соловецких островов и Архангельской губернии. Вокруг были развешаны планы, карты, чертежи и фотографии, относившиеся к изыскательным работам и постройке Вологодско-Архангельской железной дороги и быту народностей, заселявших земли, через которые она проходила. Здесь же висело панно «Постройка узкоколейки в тундре». По сторонам от двери в основной зал размещались большие, в полный рост, образа святых — покровителей Северного края: Зосимы и Савватия Соловецких, Трифона Печенегского и Феодорита Кольского. В комнате также выставлялась гора образцов лесных пород — сосен и елей, указывавшая на развитие в крае лесного промысла. Небольшая брошюра описывала лесные площади Архангельской губернии и достоинства северной древесины.
Единственный зал имел эффектное оформление. На всей выставке только в павильоне Крайнего Севера было устроено верхнее освещение и убраны прямые лучи солнечного света, что имело важное значение для восприятия экспозиции. В интерьерах Коровин разместил множество экспонатов, привезённых из северных экспедиций как самостоятельно, так и Мамонтовым: образцы лесных пород, двинский алебастр, модели промысловых судов, настоящие орудия лова — крючки и яруса, образцы рыбы и рыбьего жира, мехов и птичьего пуха.

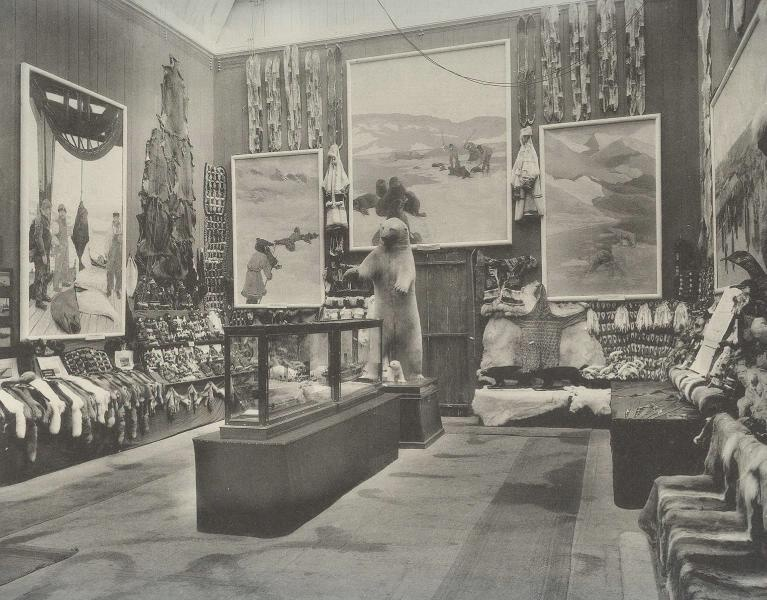
№ 3. Интерьер и оформление павильона. Фотография Максима Дмитриева. 1896 год

Посередине выставочного зала была установлена витрина с моделями пароходов Архангельско-Мурманского общества; рядом — стол с изделиями соловецких монахов: деревянными ложками, крестиками, изделиями из тюленьей кожи. С другой стороны от витрины были поставлены чучела белой медведицы с маленьким медвежонком у её ног. Вдоль стен были расставлены чучела самых разнообразных животных и птиц. Коллекцию, представлявшую практически всю фауну Русского Севера, прислал для отдела архангельский губернатор Александр Энгельгардт. Вдоль стен также размещались следующие экспонаты: одежды ненцев, модели судов, юрт, хижин, аппараты и приспособления для ловли рыбы и животных, информационные материалы о лесном промысле, образцы смол, вара, пека, дёгтя, изделия кустарей Архангельской губернии — меховые туфли, коврики из гагарьих шкурок, куклы в меховых костюмах и прочие товары.
Важное место в оформлении занимали панно на тему Севера. Вместе с Николаем Праховым Коровин придумал переделать панно «Екатерининская гавань» в диораму, для чего сколотили планки, обтянув их рогожей. Художник выкрасил их под цвет камней, композиционно связав с панно. На «камни» поместили чучела птиц: чаек, гагар, тупиков. Рядом разместили чучела оленей и белых медведей. Вокруг панно развесили фотографии, сделанные Саввой Мамонтовым в период северной экспедиции 1894 года, а также новые — с постройки железнодорожной линии до Архангельска.
Среди выставочных предметов были и животные — живые альбатросы, чайки, тюлень, — и даже люди — ненцы, которых Коровин привёз с собой из северной поездки 1895 года, специально организованной для оформления выставки. Их наличие объяснялось тем, что художник решил само здание павильона как театральную декорацию к постановке, в которой участвовали и экспонаты, и посетители. Искусствовед Дора Коган видела в оформлении павильона эстетизацию нарочито грубых предметов, символизировавших северное начало, и писала: «Вводя в экспозицию грубые канаты, мешковину, связывая в гирлянды рыбу, группируя птиц, животных, Коровин эстетически утверждал изобилие и красоту Северного края в плане „робинзонады“. Здесь граница между искусством и неискусством готова была стереться».

### Монументально-декоративные панно
Наряду с натуральными экспонатами, не менее важной частью экспозиции являлись выполненные Коровиным декоративные панно, непосредственно изображавшие различные картины из жизни Севера. Всего для оформления павильона было специально написано десять произведений: «Тюлений промысел на Белом море», «Базар у пристани в Архангельске», «Постройка узкоколейки в тундре», «Разделка туши кита», «Белые медведи», «Ловля рыбы на Мурманском море», «Фактория в Мурмане», «Северное сияние», «Охота на моржей», «Первые шаги изыскателей в тундре». Монументальные (в среднем 3×4 метра каждое) полотна, в создании которых принимали участие художники Николай Досекин и Сергей Малютин, размещались на пустых пространствах стен. В стилистике цикла Коровин старался соединить монументально-декоративные принципы зарождавшегося модерна с восходившими к импрессионизму драматичностью и естественностью. В интерьере павильона полотна выступали своеобразными «окнами» в неизведанный мир Севера, из которого были привезены многочисленные экспонаты XX отдела. В отличие от традиционных образов монументально-декоративного искусства, оторванных от прозы жизни, панно Коровина являлись практически документальными свидетельствами, изображавшими северный край с этнографической, географической и бытовой сторон, показывавшими реальную жизнь, «рабочий» Север. Демократическая эстетика в цикле соединилась с энтузиазмом Коровина в художественном открытии ранее неизведанного края, стремлением художника поэтизировать обыденное, что предопределило особый пафос образов.

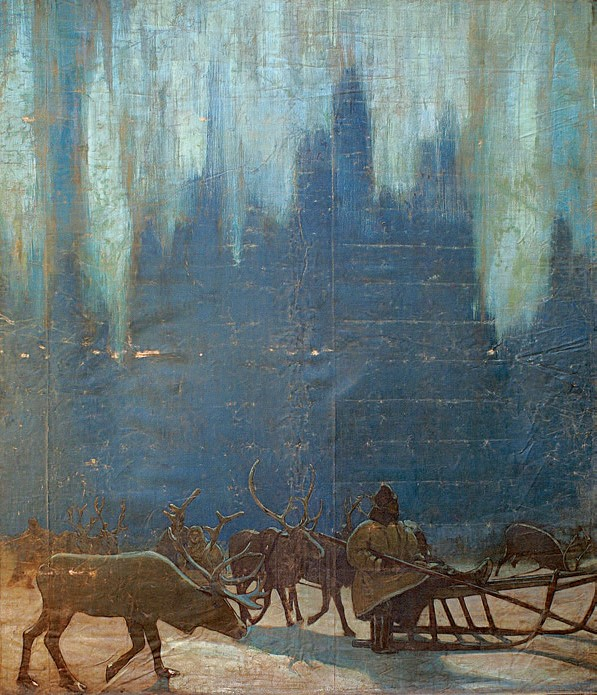
Константин Коровин. Северное сияние. 1896. ГТГ, Москва

Долгое время являлся спорным вопрос об авторстве панно. Коровин неоднократно создавал произведения совместно с другими художниками, а павильон Крайнего Севера оформлял вместе с Досекиным и Малютиным. Последний в своих воспоминаниях утверждал, что единолично написал ряд панно для XX отдела, а также фигуры людей для всех картин. Искусствовед Александр Скворцов в 1930-е годы приписывал Малютину авторство «Тюленьего промысла на Белом море», «Северного сияния», «Разделки туши кита» и «Постройки узкоколейки в тундре». Раиса Власова приписывала фигуры всех людей Серову и Малютину. Впоследствии никаких документальных сведений в подтверждение или опровержение этих утверждений не нашлось. Искусствовед Дора Коган считала их малоправдоподобными, поскольку в Третьяковской галерее сохранился альбом карандашных эскизов панно, в большинстве случаев полностью совпадавших с самими произведениями. Все они были сделаны Коровиным и подписаны им лично, а также сопровождались утверждением Саввы Мамонтова или его дополнительными указаниями. В Большой советской энциклопедии авторство ошибочно приписывалось Андерсу Цорну. В настоящее время все исследователи безоговорочно признали автором панно Константина Коровина.
Коровин начал экспериментировать в области монументально-декоративного искусства после первой северной экспедиции, о чём свидетельствовало большое полотно «Геммерфест. Северное сияние». С одной стороны, в нём художник продолжил свои импрессионистические увлечения, с другой — усилил плоскостность, подчинив картину стене, в чём уже отчётливо выражалась стилистика модерна. Органическая связь изображения со стеной наиболее полно проявилась в цикле панно для павильона «Крайний Север». В «Северном сиянии» полярная ночь трактовалась как густой декорационный задник в тёмно-синих тонах, поверх которого ложились голубовато-жемчужные полосы северного сияния, вытянутые по вертикали. Внизу панно изображалась лишь небольшая полоска заснеженной поверхности земли, на которой художник изобразил оленью упряжку и вольно бегущего рядом оленя, движущихся продольно плоскости произведения, что акцентировало целостность композиции. В работе Коровин использовал приём фрагментарности построения с целью подчеркнуть непосредственность запечатлённого момента: оленьи упряжки, увенчанные вертикальными столбами света, как бы двигались навстречу зрителю и уходили за границу полотна. Изображение северного сияния в произведении «привязывало» всю композицию к плоскости стены.

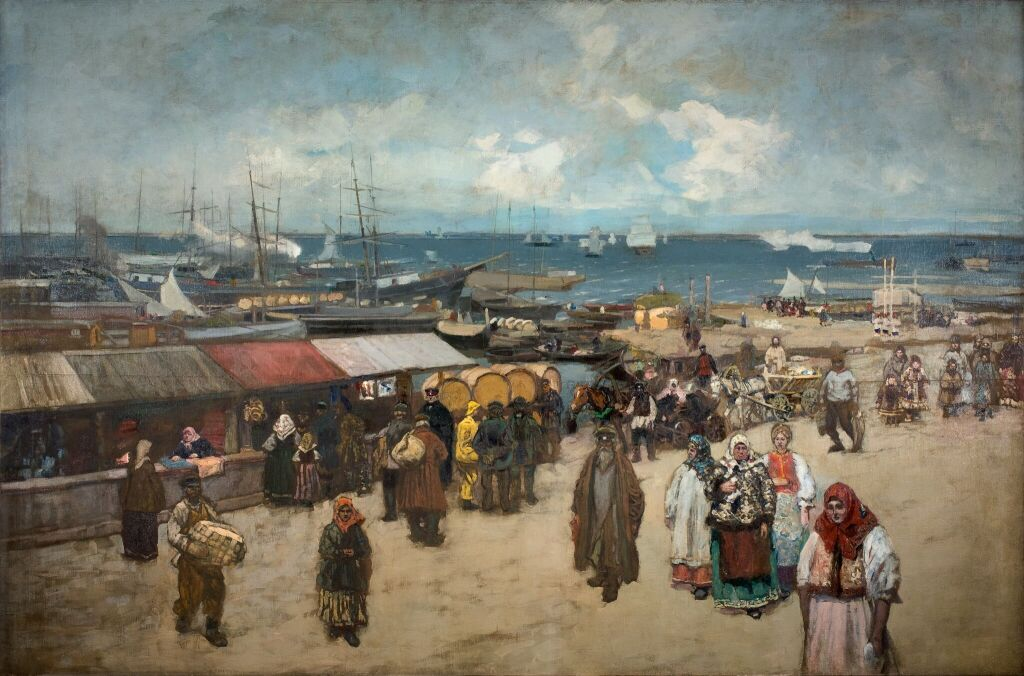
Константин Коровин. Базар у пристани в Архангельске. 1896. ГТГ, Москва

В ходе северных экспедиций Коровин создал несколько этюдов, посвящённых Архангельской ярмарке, располагавшейся в морском порту в устье Северный Двины. Здесь художник написал «Архангельский порт на Двине» (1894, Тульский областной художественный музей), «Пристань в Архангельске» (1890-е, ГРМ), позже — «Архангельск» (1897, ГТГ). В этих натурных произведениях, воспроизводивших жанровые эпизоды из бытовой жизни портового города, ещё присутствовала яркая, насыщенная палитра. Коровин писал порт с разных видовых точек, а позже использовал серьёзно изменённые этюдные наброски для создания панно «Базар у пристани в Архангельске». Произведение было создано на основе морского сюжета с многочисленными рыбачьими шхунами у пристани («Пристань в Архангельске») и эскиза части архангельской пристани («Архангельский порт на Двине»). В обобщённую композицию «Базара у пристани в Архангельске» Коровин включил широкую панораму берега Северной Двины, оживив панно будничной сценой торговли. Эпизод производил впечатление случайно подсмотренного бытового сюжета, выхваченного из потока повседневности, что подчёркивалось живописным ансамблем толчеи портового базара. В общих чертах панно имело более станковый характер, в отличие от других полотен, написанных для павильона. Здесь Коровин уделил больше внимания разработке деталей световоздушной среды, плывущим по небу кучевым облакам. В то же время рельефная обводка фигур подчёркивала декоративный характер произведения и позволяла художественно связать его с остальными панно из цикла.

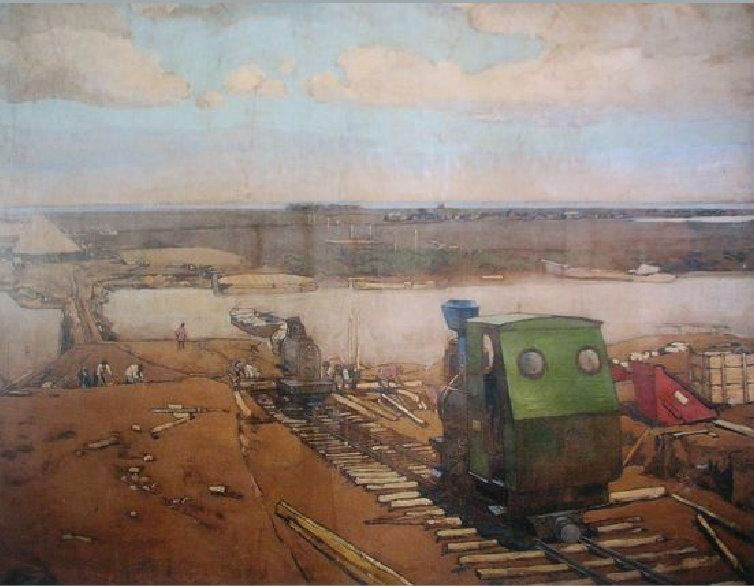
Константин Коровин. Постройка узкоколейки в тундре. 1896. ГТГ, Москва

Схожим по технике исполнения с «Базаром у пристани в Архангельске» являлось панно «Постройка узкоколейки в тундре», также отличавшееся более станковым характером, с внимательной прорисовкой световоздушной среды. Контрастная обводка всех деталей делала акцент на картинность работы, вписывая её в цикл. Панно изображало пересыпку рукава Северной Двины — Исакогорки напротив Архангельска. Работа была выполнена в декоративной технике, поэтому изображение на полотне не было стилизовано, а писалось непосредственно с натуры. Константин Коровин учитывал законы перспективы, что заметно по неясному, туманному сюжету на дальнем плане и уходящей вдаль узкоколейной ветке, которая по мере удаления также теряет чёткость очертаний. Акцентом полотна выступала машина, помещённая на передний план. Как главный элемент композиции её выделяло не только расположение в композиции, но и колористическое решение — её зелёный цвет контрастировал с охристым фоном пейзажа. Ритмическую композицию в панно задавало чередование дороги и водной поверхности, а также выстроенные в линию отдельные детали: машины, фигуры людей, лодка, шпалы на рельсах. Художник придал произведению некоторые элементы живописности и выбрал спокойную палитру.

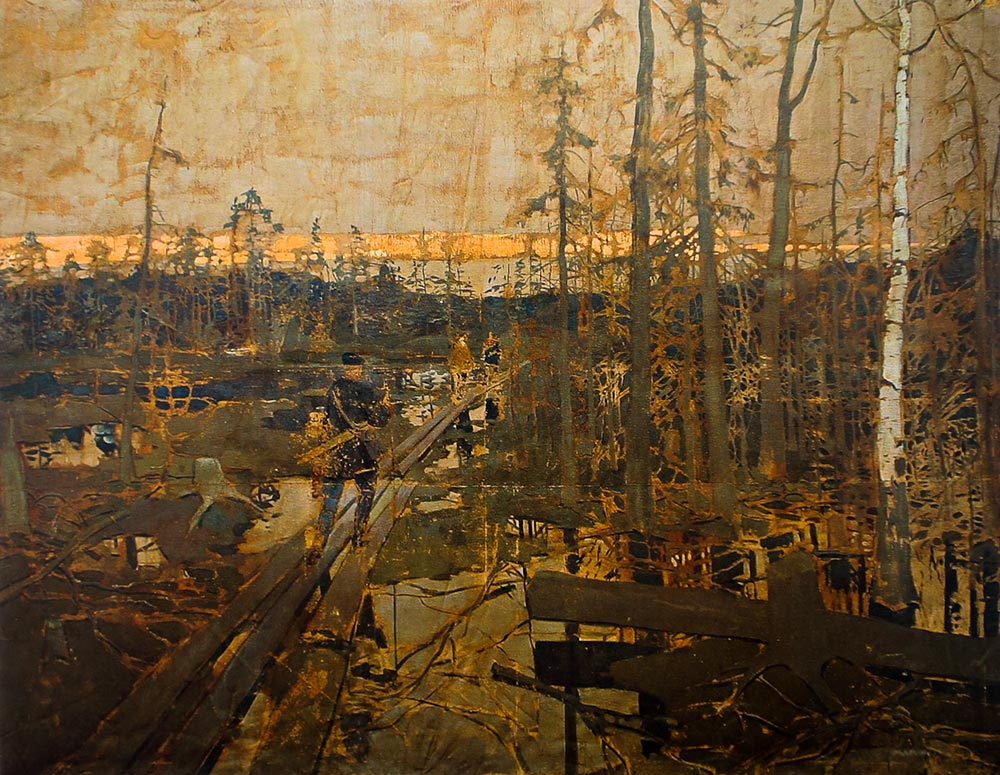
Константин Коровин. Первые шаги изыскателей в тундре. 1896. ГТГ, Москва

В панно «Первые шаги изыскателей в тундре» автор наглядно показал сумрачный характер северной природы. Направление движения шедших по деревянному настилу изыскателей должно было давать эффект оптической глубины изображения, но ему противоречили вертикально расположенные стволы деревьев, заставлявшие зрителя устремлять взгляд по плоскости холста. Изображённая в небе розовая полоса также препятствовала развитию пространственной объёмности произведения. В панно ярко проявлялась художественная стилистика модерна, с её нарочитой, близкой к узорочью, орнаментальностью, достигавшейся силуэтами деревьев с оголёнными ветвями. Лишённые объёмности фигуры людей только сильнее подчёркивали общую декоративность приёмов, использованных Коровиным. Если в северных этюдах 1894—1895 годов художник ещё пропускал натуру через фильтр привычной оптики восприятия, то в данной работе уже не прослеживалось никакой живописной непосредственности. «Первые шаги изыскателей в тундре» являлось типичным панно северного модерна, в котором виды были спроецированы на плоскость холста и тяготели к ритмическому узору, а цветовая гамма была символична, несмотря на то, что в произведении изображалось вполне определённое действие.

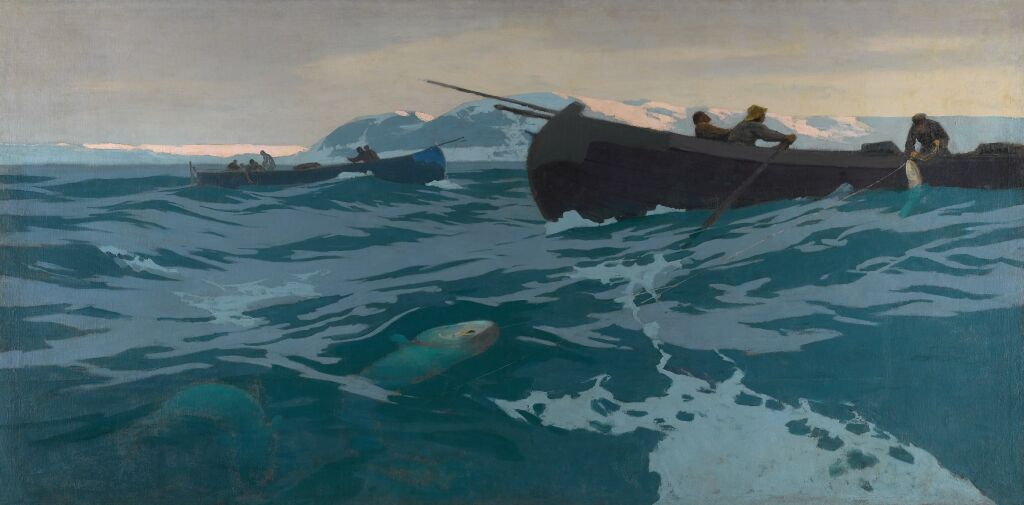
Константин Коровин. Ловля рыбы на Мурманском море. 1896. ГТГ, Москва

Одно из самых удачных панно — «Ловля рыбы на Мурманском море» — изображало борьбу поморских рыбаков с морской стихией. Фактически документируя рабочий момент, Коровин в то же время извлекал из мотива монументально-декоративную образность, подчёркивая её колоритом, цветовым и линейным ритмом, пространственной композицией. Лаконизм ритмов отличал панно от станковых работ художника на тему Севера. Выстраивая цикл, Коровин старался избежать монотонности в цвете и композиции. В «Ловле рыбы» он применил горизонтальный формат, близкий к панорамности, а в цветовой гамме деликатно выявил контраст между розовеющим небом и водой. Сам эпизод был развёрнут на переднем плане, а высокий горизонт, делавший почти невидимым небо, переключал внимание на море и лодки. Зелёно-синяя масса воды заполняла почти всё пространство холста, а на её поверхность была нанесена голубая рябь, напоминавшая орнаменты, что усиливало декоративный эффект. Небо изображалось узкой полоской серого, окрашенного на горизонте розовым цветом заката. В движениях обобщённых силуэтов рыбаков в лодках выражалась непоколебимость человеческой воли, а в водной поверхности — могущественная сила природы. На панно рыбаки вступали в спор со стихией и в то же время сливались с ней. В интерпретации Коровина эпизод повседневной жизни приобрёл одновременно и значительность монументального образа, и эффектность декоративной живописности. Колористический строй панно был направлен на то, чтобы дать зрителю почувствовать, что перед ним изображён именно Крайний Север — тона неба и воды были лишены всякой теплоты.
В искусствоведческой литературе предполагалось, что в работе над панно, по крайней мере, на начальном этапе сбора материалов, художник использовал фотографии. Догадки подтвердились в 2010-х годах, когда в «Мурманском областном краеведческом музее» состоялась выставка «На Севере диком», состоявшая из фотографий, сделанных Коровиным в экспедициях 1894—1895 годов. Коллекцию передала в дар музею гражданская жена художника, актриса Надежда Комаровская. На основе фотографических снимков было написано несколько панно для парижской Всемирной выставки 1900 года, а также панно из северного цикла для Нижегородской выставки 1896 года — «Фактория в Мурмане».
Панно «Фактория в Мурмане», как и практически все произведения северного цикла, было подчёркнуто декоративным и натуралистичным. На фоне пейзажа северного моря разворачивался характерный эпизод, связанный с главной деятельностью поморов — рыболовным промыслом. Одновременно художник помнил и о своей привязанности к гармоничному колориту: в произведении сочетались золотисто-жёлтые и голубовато-синие тона, придававшие ему спокойный, но слегка сказочный характер.
Панно имело не только художественное, но и познавательное значение. Коровин создал его чрезвычайно подробно: на деревянном помосте, чуть развёрнутом в сторону зрителя, с целью подчеркнуть плоскостность, были помещены рыбьи туши в окружении рыбаков-поморов. Лица рыбаков имели ярко выраженные индивидуальные черты. Одна из рыб висела на крюке, приделанном к специальному подъёмному механизму, и создавала своим присутствием тёмное пятно, которое не давало взгляду зрителя уйти вперёд, где сквозь облака светило солнце, окрасив море и горы на горизонте в светло-голубые тона.
Весь цикл панно отличался декоративностью колористического решения. В работах «Белые медведи» и «Охота на моржей» все элементы природного фона — льды, туман, поверхность океана — изображались переливами перламутровых, дымчатых, голубоватых и розовых оттенков. В «Охоте на моржей» Коровин применил интересный композиционный приём: крупные фигуры охотников располагались слева, а животные были отодвинуты как бы на второй план, но вместе они образовывали подобие круга, помогавшего обойти излишнюю иллюзорность пространственной композиции, сохраняя принципы стилистики модерна. В «Охоте на моржей» нашло наиболее яркое выражение стремление к специфике монументально-декоративной живописи, которую Коровин начал развивать в новом русле в данном цикле, что привело его к желанию выразить в работах единство движения и покоя, обрывочности сюжетной композиции и замкнутости классической картины. Сцена вертикально вытянутого панно разворачивалась на фоне горной цепи. Перспектива взгляда зрителя помещалась за спину двух охотников, которые будто бы входили в изображение из левого угла и крались друг за другом с гарпуном и острогой к стаду моржей, располагавшихся справа в глубине. Фрагментарность композиции, подчёркивавшая элемент движение, придавала произведению особую эффектность — жизненную остроту и непосредственность момента. Одновременно панно обладало качествами созерцательности, равновесия и торжественности, которых Коровин добился посредством асимметричной композиции с ярко выраженным движением в глубину.

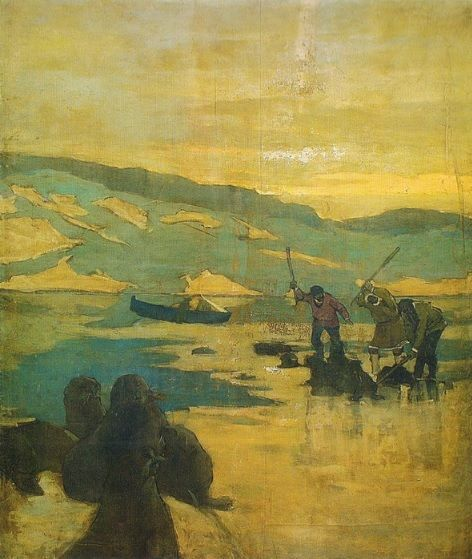
Константин Коровин. Тюлений промысел на Белом море. 1896. ГТГ, Москва

В панно «Тюлений промысел на Белом море» Константин Коровин использовал схожий приём лишения объёмности изображения фигур людей, как и в работе «Первые шаги изыскателей в тундре». По сюжету, данное полотно было близко к «Охоте на моржей», однако пейзаж автор изобразил в более сумрачных тонах. Колористическое разнообразие цикла объяснялось желанием художника отразить в работах весь спектр состояний арктической природы. У левого края полотна Коровин поместил группу тюленей, обрисовав их практически силуэтно. Справа от них изображено покрытое льдом пространство, обозначенное при помощи введения отблесков розового цвета. За льдом расположена группа охотников, расправляющаяся с пойманными животными. Возможно, Константин Коровин сознательно поместил последнюю сцену на дальний план, с целью избежать излишней натуралистичности и не вызвать у зрителя неприятных физиологических чувств. По настроению панно было выразительно и благородно в суровом и одновременно торжественном восприятии северной жизни и природы. Важную роль в образе играл пейзаж, композиционно выстроенный на принципах модерна, на локально разграниченных экспрессивных зонах. Холодные, свинцовые тона, передававшие ощущение природной среды, здесь были органично соединены с декоративным началом.
Панно «Разделка туши кита» было сильно вытянуто по горизонтали. Художник применил контрастное изображение огромной туши морского животного, сдвинутой к краю холста, с фигуркой маленького рыболова, снимавшего с кита кожу. Особенностью произведения являлся живописный колорит, выстроенный на гамме тусклого света северного солнца, помещённого слева. Розовым свечением оно окрашивало небо и обработанные части туши. В произведении наиболее ярко проявился талант Коровина к передаче специфики мест, которые он посетил: панно тонко живописало настроение северного лета.
По завершении выставки панно принадлежали Савве Мамонтову. В 1902 году увлечённый природой и искусством Севера Фёдор Шехтель, строивший Ярославский вокзал, разместил цикл Коровина в зале ожидания, где полотна очень удачно дополнили интерьер в стиле модерн. В советский период во время одного из ремонтов работы исчезли, и долгое время их местонахождение было неизвестно. В 1960 году искусствовед Михаил Киселёв, по предложению его научного руководителя Алексея Фёдорова-Давыдова, предпринял попытку отыскать панно и обнаружил цикл в кладовых вокзала, где они содержались без соблюдения условий хранения. После заметки Киселёва в газете «Советская культура» панно передали в Государственную Третьяковскую галерею.

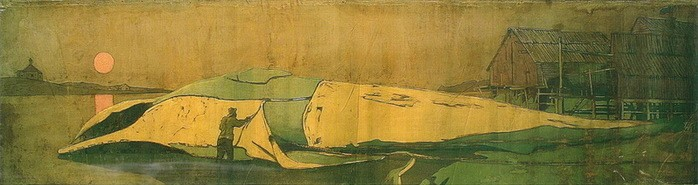
Константин Коровин. Разделка туши кита. 1896. ГТГ, Москва

## Павильон в период выставки
Подготовка к Всероссийской выставке началась в 1894 году. Выставочный городок решили разместить на пустыре вблизи Канавино, рядом с железной дорогой из Москвы. Низменность с «гниющим болотом» осушили, и академик архитектуры Владимир Цейдлер составил генеральный план с привязкой его к местности. Возведение выставочного комплекса продолжалось до 15 мая 1896 года. Павильон «Крайний Север» занимал важное место в тематической структуре Всероссийской выставки, так как составлял самостоятельный отдел под номером XX. Располагалось здание рядом с широкомасштабным, украшенным огромным куполом из ажурного железа, павильоном художественного отдела, возведённым по проекту архитектора Александра Померанцева в неоренессансном стиле. Ещё в недостроенном виде павильон Севера привлекал к себе внимание; в газете «Волгаръ» сообщалось: «Двадцатый отдел представляет собой Крайний Север, что является чрезвычайно важной и интересной новинкой. За последние годы правительство обратило внимание на тот совершенно забытый край и вновь вызвало его к жизни».
Выставка открылась 28 мая 1896 года, после коронации императора Николая II. Константин Коровин вспоминал, что на открытие приехало много знати, министров, финансистов и промышленников; прибыли президент Академии художеств граф Иван Толстой и профессора академии. Митрополит отслужил молебен на территории выставочного городка, и Сергей Витте в сопровождении Мамонтова и свиты сразу отправился в павильон Крайнего Севера. Художник стоял у входа с оперным певцом Фёдором Шаляпиным. Савва Мамонтов представил их, после чего Коровин провёл для министра экскурсию по отделу. Витте отметил, что сам бывал на Мурмане и считал его «богатым краем». Сопровождающие чиновника непрерывно расспрашивали художника про экспонаты и удивлялись экспозиции. После посещения министра финансов в павильон повалила толпа зрителей.
Большое внимание публики и прессы привлекли экспонировавшиеся в павильоне животные. Газеты, ориентировавшиеся на вкусы читателей, пристально следили их за судьбой, и по публикациям могло сложиться мнение, что XX отдел работал в основном как временный зоопарк. В искусственном гроте размещались нерпы с Северной Двины и прирученные соловецкие чайки. Особое внимание привлекал дрессированный беломорский тюлень по прозвищу Васька. Максим Горький корреспондировал 2 июня, что посетители выставки облюбовали три отдела — Средней Азии, Сибири и Крайнего Севера. «…живые тюлени и соловецкие чайки — вот что массами привлекает серую 30-копеечную публику. Объяснений ей никто и никаких не даёт — она ходит, хлопая глазами и, при виде тюленей, говорит о фараонах и о Чёрном море, будто бы, месте их постоянного жительства», — отмечал писатель. Из-за летней жары многие северные животные, экспонировавшиеся в павильоне, погибли. Газеты сообщали, что к 21 июня все привезённые тюлени, кроме Васьки, скончались. «Нижегородский листок» писал о мерах, которые предпринимали для спасения учёного тюленя: его перенесли в специальный резервуар, в который несколько раз в день клали лёд, чтобы поддерживать температуру, к которой животное привыкло в Ледовитом океане. В отделе Севера также экспонировались песцы, орлан, пеликаны, медвежонок и другие животные.
Кульминацией выставки стал приезд в Нижний Новгород императора Николая II и императрицы Александры Фёдоровны. Монаршая чета прибыла в город 17 июня и в течение трёх последующих дней осматривала выставочный городок. 18 июня император в сопровождении императрицы, великого князя Алексея Александровича, Сергея Витте и генерала Николая Баранова осмотрели художественный отдел, после чего направились в павильон Крайнего Севера, при входе в который их встретил Савва Мамонтов. На террасе император обратил внимание на ненцев и дрессированного тюленя, а затем состоялась экскурсия по павильону.
Всероссийская выставка закрылась 1 октября 1896 года. Павильоны, строившиеся как временные сооружения на один сезон, постепенно разобрали, а на месте выставочного городка разбили Выставочный парк. В 1900—1916 годах значительная часть парка была застроена Выставочным посёлком, комплексом Ходалевской богадельни и лечебным посёлком для раненых воинов Первой мировой войны. Из строений выставки сохранились только Царский (императорский) павильон, переоборудованный в 1913 году в Выставочное училище и сгоревший в 1916 году, и сегодня существующий, но сильно перестроенный, павильон церковь-школа.

## Павильон в фотографиях
Всероссийская выставка привлекла внимание фотографов, издавших по её итогам многочисленные альбомы фотографий. Наиболее известные фотографии павильона Крайнего Севера были сняты пионером российской публицистической фотожурналистики Максимом Дмитриевым, снимавшим все постройки выставки, однако уделившим особое внимание XX отделу. Объяснялось это разными причинами: «Крайний Север» располагался рядом с павильоном самого Дмитриева; строительство павильона, начавшееся значительно позднее основных работ по возведению выставочного городка, проходило на глазах фотографа; Константин Коровин привёз с собой ненцев, что позволило делать постановочные снимки. Основные съёмки павильона проводились до открытия выставки, так как после фотограф мог не найти достаточно времени. Два снимка Дмитриева показывали внешний вид павильона с главного (№ 1) и бокового фасадов (№ 2). Ещё на одном снимке (№ 3) был запечатлён интерьер с экспонатами и развешанными слева направо панно: «Фактория в Мурмане», «Охота на моржей», «Тюлений промысел на Белом море», «Белые медведи».
Постановочные фотографии с ненцами изображали жителей Севера за привычными им хозяйственными занятиями — оленеводством, рыболовством, шитьём. Такая художественно-бытовая и этнографическая репрезентация оставляла за скобками индивидуальную историю персонажей и военно-политическую историю освоения Севера. Один из снимков (№ 4) был сделан на террасе павильона. На нём запечатлены картинно позирующие ненцы на лодке. На фотографии можно близко рассмотреть балюстраду с фигурами оленей и увешанную снастями промысловую шняку Мурманского пароходства с развёрнутым парусом. На заднем плане хорошо просматривался павильон Дмитриева. Здесь мужчина и женщина изображались в роли рыбаков. Энциклопедический словарь Брокгауза и Ефрона сообщал о коренных жителях Севера: большинство из них были кочевниками-оленеводами, другие — рыболовами. Фотография отражала данные представления. Ненцы на снимке выступали собирательным образом человека Севера, также как само понятие Север включало тогда обширные пространства от берегов Белого моря до равнин Западной Сибири.
Ещё одна фотография (№ 5) была сделана с другой стороны террасы, в сторону от лодки. На снимке снова позировали ненцы, женщина сидела на оленьих нартах, вокруг размещались чучела оленей и простая бочка для засолки рыбы. Мужчина деловито положил руку на спину оленя и смотрел в объектив камеры.

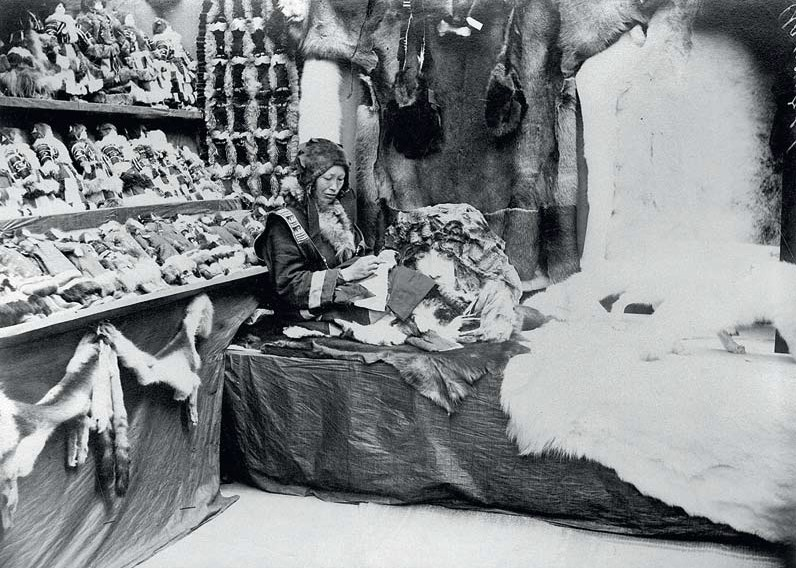
№ 6. Внутри павильона. Ненка за изготовлением куклы. Рядом с ней спрятана под шкурами скульптура «Голова Демона» Михаила Врубеля

На одном из самых известных снимков (№ 6) женщина в национальном костюме изготавливала кукол. У северных народов куклы имели особый смысл, и народные умелицы должны были проявлять незаурядное мастерство при их изготовлении. Ненцы рано выдавали девочек замуж, и считалось добрым знаком, если невеста приносила в дом мужа большое количество кукол, иногда до ста штук. Ритуал связывали с деторождением — больше кукол означало больше детей в семье. Стенд за спиной женщины наглядно демонстрировал верования ненцев.
При подготовке к печати книги «Старый Нижний в деталях» на фотографии среди шкур, мехов и других экспонатов была обнаружена скульптура Врубеля «Голова Демона» (1890). Поскольку снимок был явно постановочным, считается, что Максим Дмитриев либо сам специально «спрятал» скульптуру, либо поместил её по чьей-то просьбе. Смысл этого жеста был шуточным и связывается со скандалом вокруг Врубеля, произошедшим в ходе подготовки выставки. Савва Мамонтов, курировавший все художественно-оформительские вопросы, заказал Врубелю два огромных панно для стен Художественного павильона — «Принцесса Грёза» и «Микула Селянинович». Академия художеств воспротивилась размещению панно в Художественном отделе и прислала специальную комиссию, отвергнувшую работы, назвав их «антихудожественными». Савва Мамонтов не смирился с решением академиков и выкупил участок земли перед парадным входом на выставку, на котором за несколько дней возвели павильон, где разместили врубелевские панно и ещё ряд его скульптурных работ. Фотография Дмитриева, по всей видимости, была сделана в период конфликта.

## Оценки современников
Всероссийская выставка имела большой общественный резонанс и получила широкое освещение в публикациях и книжных изданиях: альбомах фотографий, путеводителях, описаниях и подобной литературе. В вышедшем под редакцией Владимира Ковалевского путеводителе по Всероссийской выставке сообщалось, что павильон по виду напоминал промысловые фактории океанского побережья, отвесными линиями наружной обшивки вызывая представление об отражениях на воде, а стилизованные рыбы на гребнях и олени на балюстраде придавали ему оригинальный вид архаичной постройки. Максим Горький в статье для газеты «Одесские новости» отозвался о павильоне, как об одном из более или менее красивых и оригинальных зданий выставки, привлекавшим внимание и импонировавшим своей простотой. Писатель сравнил здание с высоким домиком с крышей в форме саамской вежи, отметив детали в виде незатейливо выпиленных из досок рыб и выкрашенные под цвет льда стены, декорированные сетями. Подробно описав экспозицию, Горький суммировал свои впечатления от отдела Крайнего Севера: «На душе тяжело, в голове мутно, как на картинах, изображающих природу холодного болотистого края, где в тундрах борется за существование бедный русский человек». В журнале «Нива», отметив необычность внешнего вида павильона, назвали отдел Крайнего Севера одним из самых удачных и интересных на выставке, наряду с отделами торговли России с Китаем и Японией: «…успех отделов коренится в том, что их устроители отнеслись, как видно, к своей задаче с большой любовью и убеждённо проводили свои мысли, начинания», — писали в журнале. Единственным недостатком было названо почти полное отсутствие частных экспонентов, что объяснялось образованием отдела Крайнего Севера почти накануне открытия выставки.
Для конца XIX века, когда ещё не прошло увлечение деревянной орнаментикой в русском стиле, аскетичное убранство фасадов и интерьеров павильона было настолько непривычным, что современники не сразу оценили сооружение Коровина по достоинству. В большинстве отзывов архитектура павильона сравнивалась с прибрежными промысловыми факториями, в лучшем случае — воспринималась как поэтическая композиция на мотивы незамысловатых поморских строений. Необычное архитектурное решение здания вызвало реакцию неприятия среди профессиональных архитекторов. В книге «Здания и сооружения Всероссийской художественно-промышленной выставки 1896 года в Нижнем Новгороде» (1897) архитектора и искусствоведа Гавриила Барановского отказались разместить проект или эскизы павильона, посчитав его «недоразумением». В обзоре напечатали два варианта проектов Льва Кекушева с подписью: «Исполнение в натуре по указаниям хозяев павильона оставляет желать лучшего».
Коровин — удивительный, прирождённый стилист. То, что мерещилось Куинджи, то удалось Коровину. Не хуже японцев и вовсе не подражая японцам, с удивительным остроумием, с удивительным пониманием сокращает он средства выражения до минимума и тем самым достигает такой силы, такой определённости, каких не найти, пожалуй, и на Западе. Его стынущие в холоде и мгле северные пустыни, его леса, обступающие редким строем студёные озёра, его бурые и сизые тучи, его стада моржей и вереницы оленей, наконец, яркие фанфары жёлтого солнца, играющего на всплесках синих заливов, — всё это является настоящим откровением Севера, истинно грандиозной поэмой Севера, гораздо более достойной стать классическим произведением русской живописи, нежели все «Фрины» и «Помпеи».
Передовая художественная общественность восприняла павильон и украшавшие его панно как важные достижения русского искусства. Спустя два дня после открытия выставки учитель Коровина Василий Поленов писал жене: «…северный павильон с константиновскими фресками чуть не самый живой и талантливый на выставке». Подтверждал этот факт и другой очевидец — художник Михаил Нестеров, писавший в одном из писем: «Лучший отдел „Дальнего Севера“ (Мамонтовский) с панно К. Коровина». В газете «Русское слово» был представлен характерный для прессы времени проведения выставки отзыв на павильон, в котором особо отмечались художественные качества панно: «Впечатление, производимое картинами, очень глубокое; по отдельным клочкам, воспроизведённым художником с присущей ему выразительностью, очень легко составляется общее понятие об общей физиономии окраины». Максим Горький писал, что несомненным достоинством павильона являлась репрезентация рыбного промысла, представленная в живописи: «На одной из картин представлена китобойная фактория, на другой — ловля трески, третья изображает охоту на лыжах, есть даже попытка изобразить северное сияние».
В журнале «Мир искусства» в 1899 году отмечали большой вклад Константина Коровина в русское декоративное искусство, в котором он проявил себя нетривиальным художником декоративной живописи. «Выставка в Нижнем Новгороде и Московская частная опера показали нам, с каким крупным декоратором мы имеем дело», — подчёркивали в издании. Художник Александр Бенуа в «Истории русской живописи в XIX веке» (1902) пояснял, что именно на Нижегородской выставке Коровин обратил на себя большое внимание, а его панно заслужили одобрение даже среди передвижников, отрицавших новое искусство. Тем не менее, Бенуа находил, что произошло это потому, что затею художника воспринимали как остроумную шутку, выставочный фокус: «Если бы сказать тогда кому-нибудь из наших художественных аристархов, что этим картинам место в музее, разумеется, никто бы не поверил и расхохотался». За оформление павильона Константин Коровин был награждён золотой медалью. Признание успехов на нижегородской Всероссийской выставке привело к тому, что ему совместно с художником Александром Головиным было поручено возглавлять художественный отдел на Всемирной выставке 1900 года в Париже.

## Влияние на культуру

### Архитектура модерна

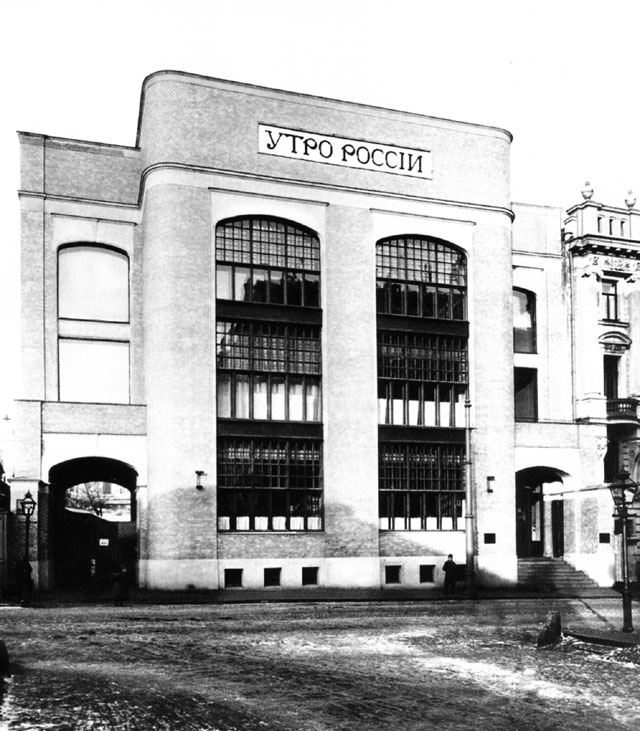
Типография «Утро России». Фотография 1910-х годов

Павильон «Крайний Север» являлся одним из наиболее концептуальных зданий Всероссийской выставки, в котором исключительно наглядно проявилось перспективное направление развития архитектуры и искусства, новый принцип формообразования. Историк архитектуры Елена Борисова считала, что павильон и новаторские «сетчатые» металлические конструкции инженера Владимира Шухова стали наиболее важными для развития архитектуры последующего периода сооружениями выставки. Исследователи творчества Константина Коровина подчёркивали, что создание павильона сделало художника одним из основоположников стиля модерн в русском искусстве. Впервые о том, что живописец стал новатором и заложил основы нового направления в искусстве, в котором художники опережали архитекторов, критики заговорили ещё в 1902—1903 годах. В советском искусствознании стилистическую принадлежность павильона модерну первой обосновала искусствовед Дора Коган.
В контексте Всероссийской выставки 1896 года, где большинство павильонов были выполнены в стилистике поздней эклектики, павильон Крайнего Севера выступал как настоящий манифест нового искусства. Во многом предвосхитив рождение нового стиля в архитектуре, павильон, при сравнении с любым другим павильоном Всероссийской выставки, за исключением шуховских, наглядно и впервые столь открыто показывал разницу между стилизаторством эклектики и стилизацией — приёмом, позже лёгшим в основу эстетики модерна. Свежесть методов, применённых Коровиным, особенно ярко проявлялась при сравнении постройки с первоначальным проектом Льва Кекушева, представившего тривиальную попытку имитировать архитектуру северных факторий. Реализация архитектурного замысла Коровина ознаменовала решимость к очищению от мешавших новым стилистическим поискам исторических ассоциаций в зодчестве.
Особенностью павильона «Крайний Север» также стало то, что с него началось отдельное направление русского модерна — рационалистическое (строгое, рациональное). Отказ автора от реминисценций, воспроизведение «духа», а не прямое повторение северной архитектуры, художественная образность, основанная на функциональности, контрастность объёмов, экспрессивность композиции, изящное колористическое решение сделали павильон одним из самых ранних стилистически чистых произведений рационалистической линии модерна в русской архитектуре. Рационалистический модерн сложился как целостное направление только в конце 1900-х годов. В его постройках главным формообразующим фактором выступала конструкция в её технологическом рациональном варианте, с повторяющимися, одинаковыми по типу элементами. Данное направление модерна выросло из опыта проектирования каркасных зданий и было распространено преимущественно среди московских архитекторов. Характерный пример развитого рационального модерна — типография «Утро России» (1907, архитектор Фёдор Шехтель).

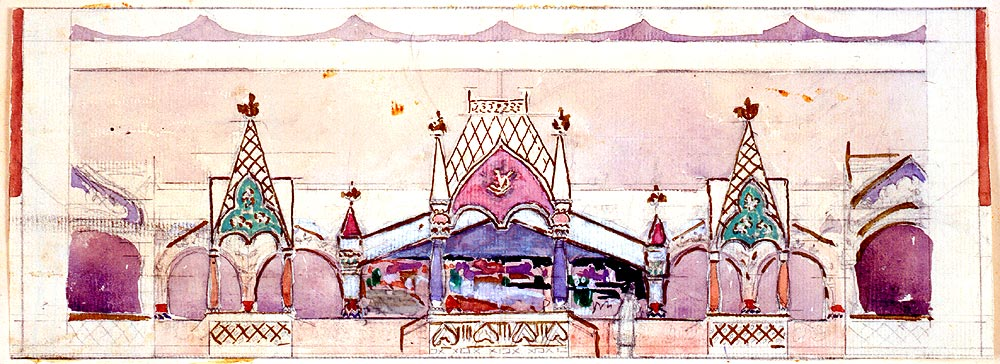
Константин Коровин. Кустарная улица на Всемирной выставке 1900 в Париже. Эскиз. МУАР

Впервые применённый Константином Коровиным импрессионистский принцип формообразования оказал опосредованное влияние на развитие национально-романтических течений модерна — неорусского стиля и северного модерна. В 1900 году художник получил огромный по объёму заказ на художественное оформление Русского отдела Всемирной выставки в Париже. Помимо общего руководства, Коровин принял участие в проектировании двух деревянных павильонов Кустарного отдела, в архитектуре которых применил щипцы из эскизов павильона Крайнего Севера. Созданный совместно с архитектором Ильёй Бондаренко, Русский Кустарный отдел стал одним из катализаторов распространения неорусского стиля в архитектурной практике в начале 1900-х годов. Новаторский проект постройки был замечен в архитектурно-художественной среде и сравнивался с работами современников. В первом номере «Мира искусства» посчитали, что Фёдор Шехтель взял работу Коровина и Бондаренко в качестве прототипа для павильона на Всемирной выставке в Глазго, хотя Шехтель опроверг догадки. Дора Коган видела влияние архитектуры павильона Крайнего Севера и на шехтелевский Ярославский вокзал в Москве, хотя с ней в этом вопросе не соглашалась Евгения Кириченко.

### Декоративное искусство

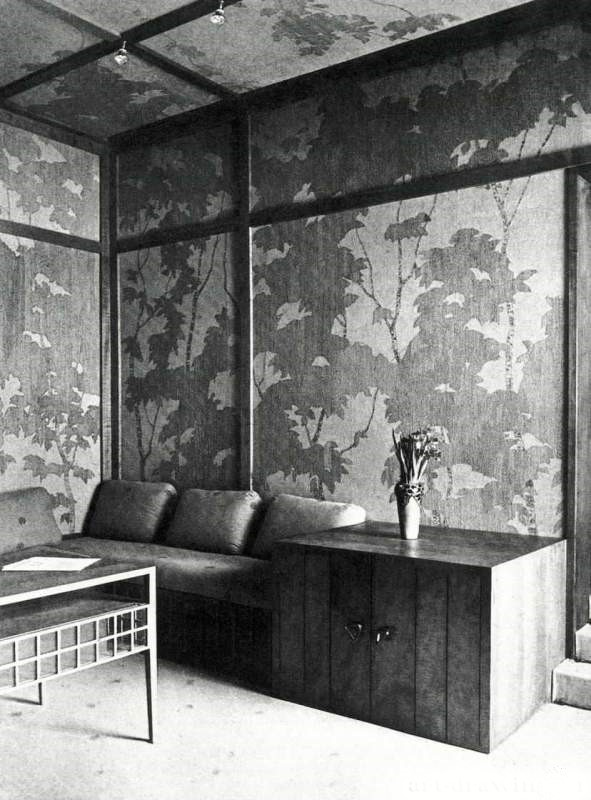
Константин Коровин. «Чайная комната» на выставке «Современное искусство» в Санкт-Петербурге, 1903 год

Художественные исследования Севера Коровин продолжил как участник основанного в 1898 году объединения «Мир искусства» и при оформлении Русского отдела на Всемирной выставке в Париже. Художник написал сильно стилизованные, вытянутые панно для ранних выставок «Мира искусства» и Всемирной выставки, изображавшие северных лосей и оленей, китов, зарисовки из жизни арктического побережья. Некоторые изображения Коровин переработал в виньетки для журнала «Мир искусства», а созданная им обложка для первого выпуска имела в стилистике много общего с его северными панно. В оформлении Кустарного отдела парижской выставки художник использовал соединение мотивов древнерусских теремов и искусства викингов. Новое увлечение Севером довольно быстро было подхвачено другими представителями художественной сферы. Вскоре после проведения Всероссийской выставки, Сергей Дягилев начал организовывать выставки, посвящённые северному искусству. Первой стала «Скандинавская выставка» 1897 года, показанная в залах Общества поощрения художеств.
Константин Коровин продолжил развитие рационалистической линии модерна при создании экспонатов для двух выставок — «Архитектура и художественная промышленность нового стиля» в Москве (1902) и «Современное искусство» в Санкт-Петербурге (1903). На первой художник представил три выполненных по его проекту стола в стилистике строгого модерна. Для второй Коровин создал своё последнее значительное декоративно-архитектурное произведение — выполненную в рациональном модерне «Чайную комнату». «Чайная комната» являлась самым оригинальным и современным экспонатом выставки, отличаясь функциональностью, минимализмом, благородством вкуса, простотой и изяществом. В её интерьере полностью изживались традиции эклектики с тяготением к музейной обстановке, наполненной антиквариатом и безделицами. При оформлении Коровин применил характерный для него приём «выхода» в природную среду, но уже не стремился воспроизвести натурный пейзаж, как в панно для Всероссийской выставки 1896 года и Всемирной выставки в Париже.
Создание монументально-декоративных панно и украшение ими павильона Крайнего Севера сделало Константина Коровина основоположником данной традиции в русской культуре. К его художественным опытам восходят истоки традиции оформительского искусства советских выставочных павильонов.

### Живопись
Выставка 1896 года должна была показать достижения России не только в промышленности, но и художественной сфере, рядом с промышленными павильонами на ней экспонировалось народное кустарное творчество и профессиональное изобразительное искусство. Художественный отдел выставки, тем не менее, был представлен слабыми произведениями: залы в основном были увешаны и заставлены работами третьестепенных художников и скульпторов. Единственными значительными живописными произведениями, оказавшими влияние на последующее развитие искусства, стали панно Коровина и Врубеля. В период поиска нового языка искусства на рубеже XIX—XX века одним из путей к новому стали работы Коровина, его импрессионизм. С середины 1890-х годов вся художественная жизнь Москвы была непосредственно связана с творчеством художника. Панно, созданные для выставки, утверждали декоративные качества живописи как практическую потребность в решении монументальных задач искусства.
В творческой командировке 1894 года Коровин проникнулся северной природой с её просторами, суровой красотой и созвучием матовых красок. В панно, созданных для павильона Крайнего Севера, нашли выражение художественные тенденции 1890-х годов: обращение к северной тематике и черты модерна объясняли сложившуюся в те годы специфику двух крупнейших художественных центров страны — Москвы и Санкт-Петербурга, лирично-живописного юга и сдержанно-строгого севера, стремившегося к западному искусству и графичности модерна. Искусствовед Дора Коган писала:
…бесспорно, в Нижнем Новгороде он [Коровин] сделал вклад и в те достижения, которые ознаменуют развитие модернизма в России. Нижегородские произведения Коровина, особенно северные панно, при всех их ограниченных сторонах, обладают теми принципиальными достоинствами, которые обеспечат им на долгое время роль плодотворной традиции. Их черты получат развитие и в творчестве самого их автора, и в русском искусстве вообще, особенно в монументально-декоративной живописи.Дора Коган, «Константин Коровин», 1964
Многочисленные северные этюды 1894—1895 годов, созданные Коровиным и Серовым в ходе экспедиций, спровоцировали в русской живописи 1900-х годов особую тягу к элегантной гамме жемчужных и серо-пепельных красок. Этот колорит, отражавший особенности северной природы, притягивал молодых художников московской живописной школы, основавших в 1903 году «Союз русских художников». Они применяли коровинскую палитру в изображении снега, первых заморозков и ранней весны.

### Художественное освоение Крайнего Севера

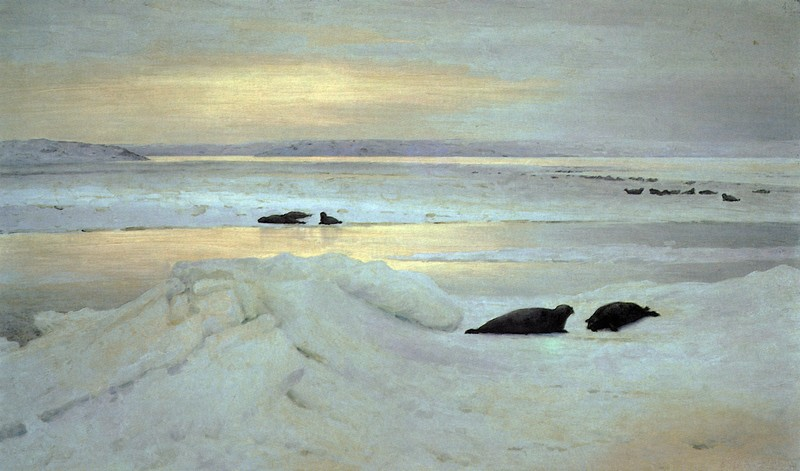
Александр Борисов. Весенняя полярная ночь. 1897. ГТГ, Москва

Создание павильона для Всероссийской выставки для Саввы Мамонтова являлось важным не только с художественной стороны, но и как способ привлечь внимание общественности и капиталы для промышленного освоения Русского Севера. В этом аспекте работа Коровина являлась также своеобразной «высокохудожественной рекламой». Расчёт Мамонтова оправдался, и через несколько лет большое число исследователей, экипированных фотокамерами, ружьями, записными книжками и этюдниками, устремились в неизведанный край, после знакомства с которым ими были не только созданы примечательные произведения живописи, но и написаны многочисленные статьи, очерки и рассказы.
Коровин после экспедиций 1894—1895 годов спустя два года опять посетил Архангельск с Валентином Серовым, а уже в 1898 году ездил на Север с пейзажистом Николаем Клодтом в рамках подготовки к серии монументально-декоративных панно для парижской Всемирной выставки 1900 года. Вслед за Коровиным, в экспедиции направились и другие живописцы: Абрам Архипов, Александр Борисов, Сергей Виноградов, Василий Переплётчиков, Леонард Туржанский. Александр Борисов стал одним из наиболее известных популяризаторов Севера своего времени. Стремившись рассказать обществу о природе и жизни северного края, он на своих пейзажах изображал ледяные просторы Арктики и даже получил прозвище «художник вечных льдов». По инициативе норвежского полярного исследователя Фритьофа Нансена художник за свою деятельность был награждён орденом Святого Олафа.
С экспедиции Витте и Мамонтова началась традиция фотографирования Крайнего Севера. Мамонтов и Коровин в ходе экспедиций 1894—1895 годов сделали ряд фотоснимков Териберки, Печенеги и Пазреки. В 1898 году состоялась северная экспедиция профессора Николая Книповича, в ходе которой его помощники Константин Ягодовский и Леонид Брейтфус сделали большое количество фотографий северной природы и мурманских поселений. Снимки были опубликованы в отчёте экспедиции и книге Ягодовского «В стране полуночного солнца». Большие фотографические циклы Русского Севера на рубеже XIX—XX веков создал Яков Лейцингер, городской голова Архангельска. Его фотографии использовались при создании географических открыток о Севере.